# Biserica Nașterea Sfântului Ioan Botezătorul din Grui, Săliște

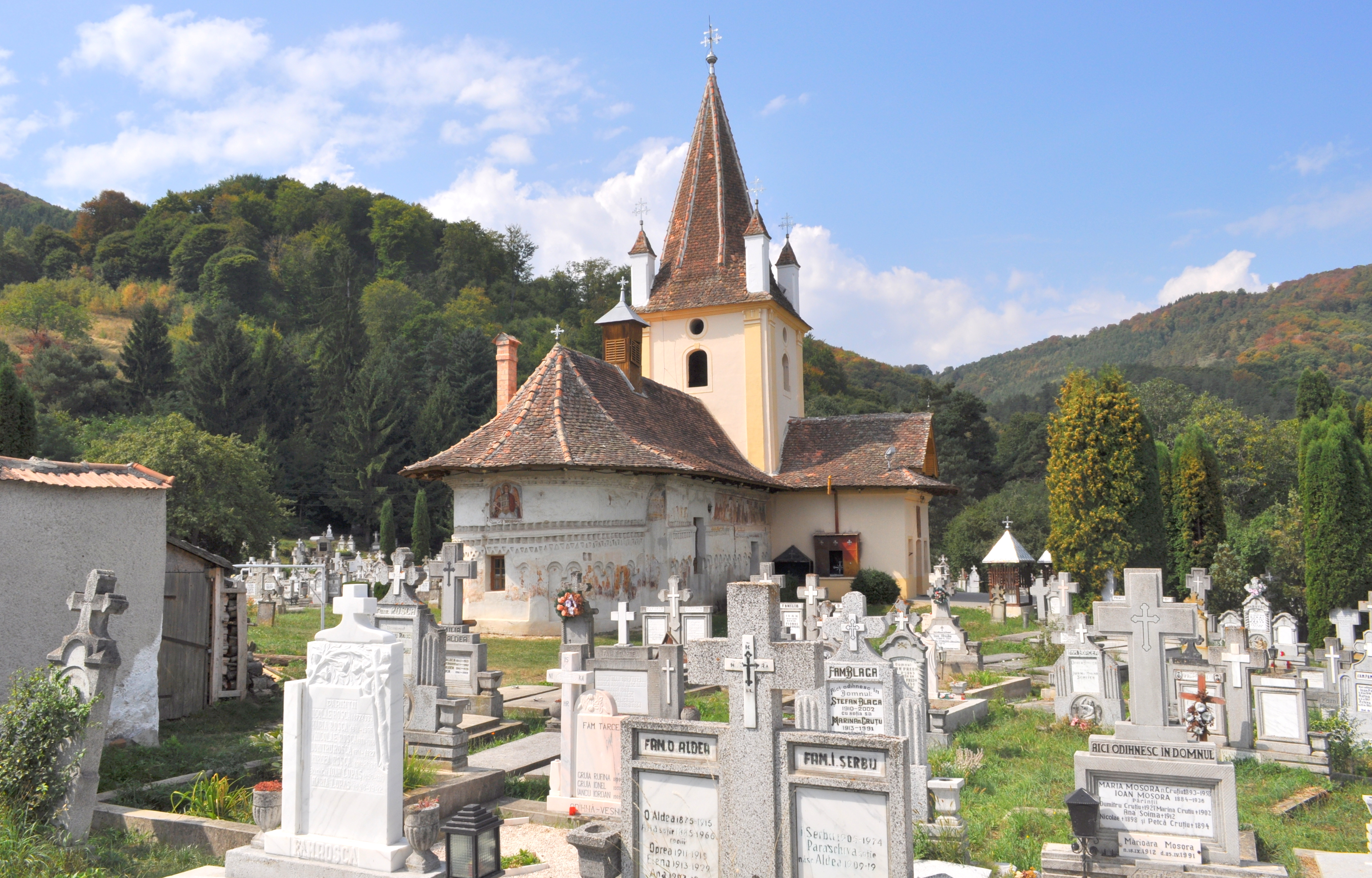
Biserica „Nașterea Sfântului Ioan Botezătorul” din Grui, oraș Săliște, județul Sibiu, foto: august 2011.

Biserica (sud)

Pictura exterioară

Pictura exterioară

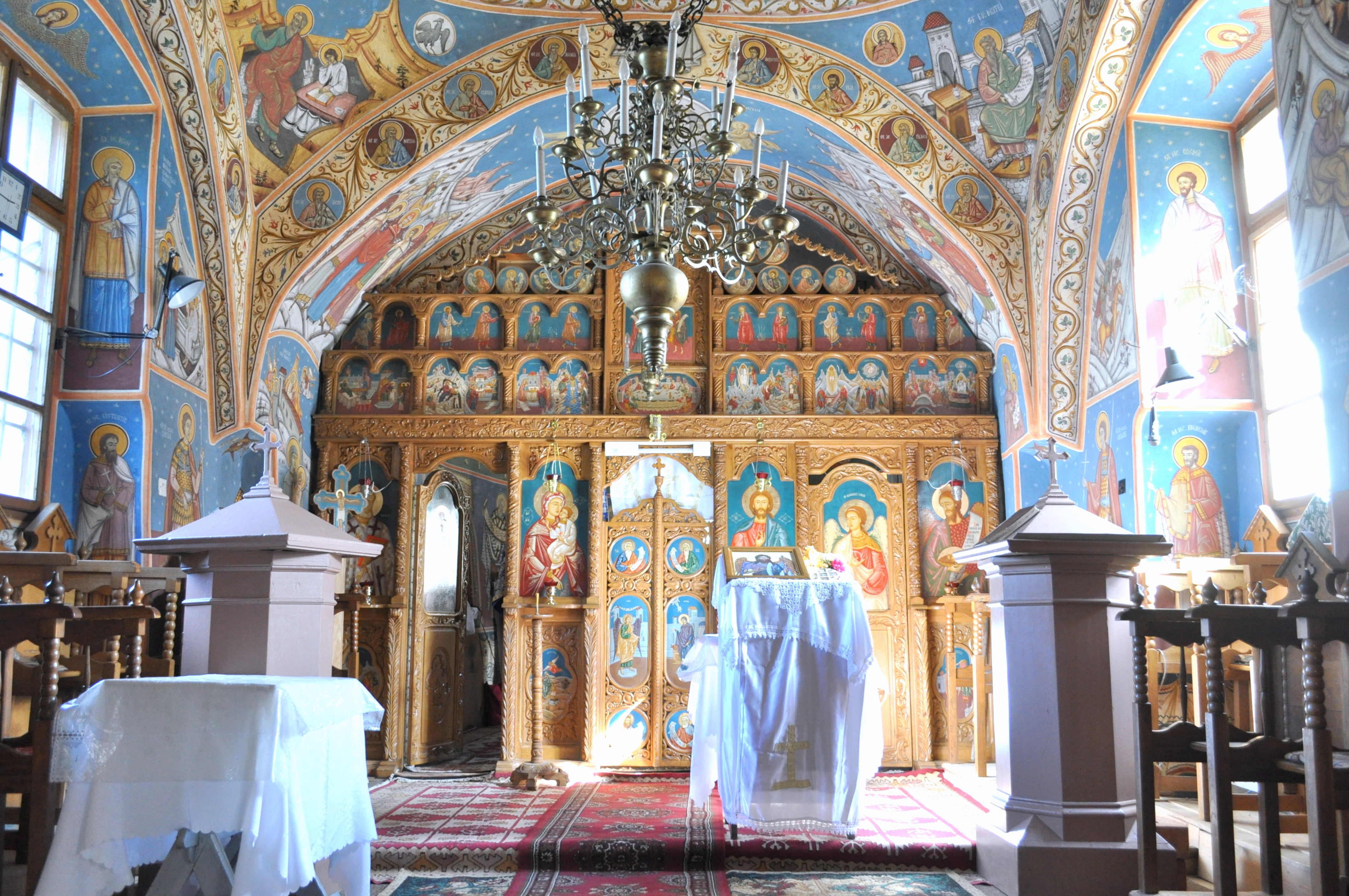
Interiorul navei

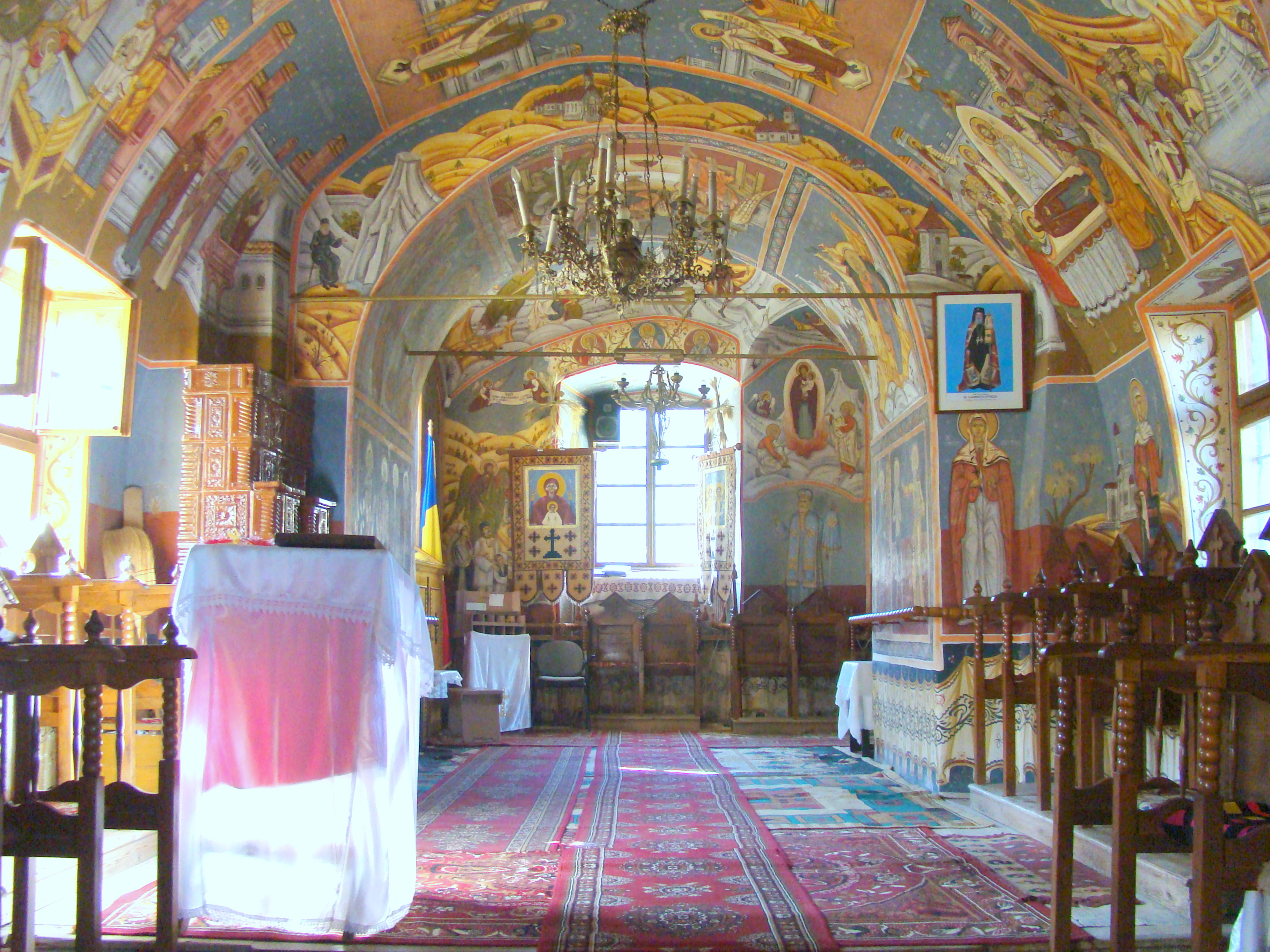
Nava către ieșire

Vechiul iconostas al bisericii din Grui pictat de Ioan Morariu

Tetrapodul Bisericii din Grui

Mormântul ctitorilor

Maica Domnului îndurerată

Înălțarea Domnului (Stan Zugravul)

Uși împărătești

Iisus Hrisos întreit

Preotul Aaron (pictură pe lemn)

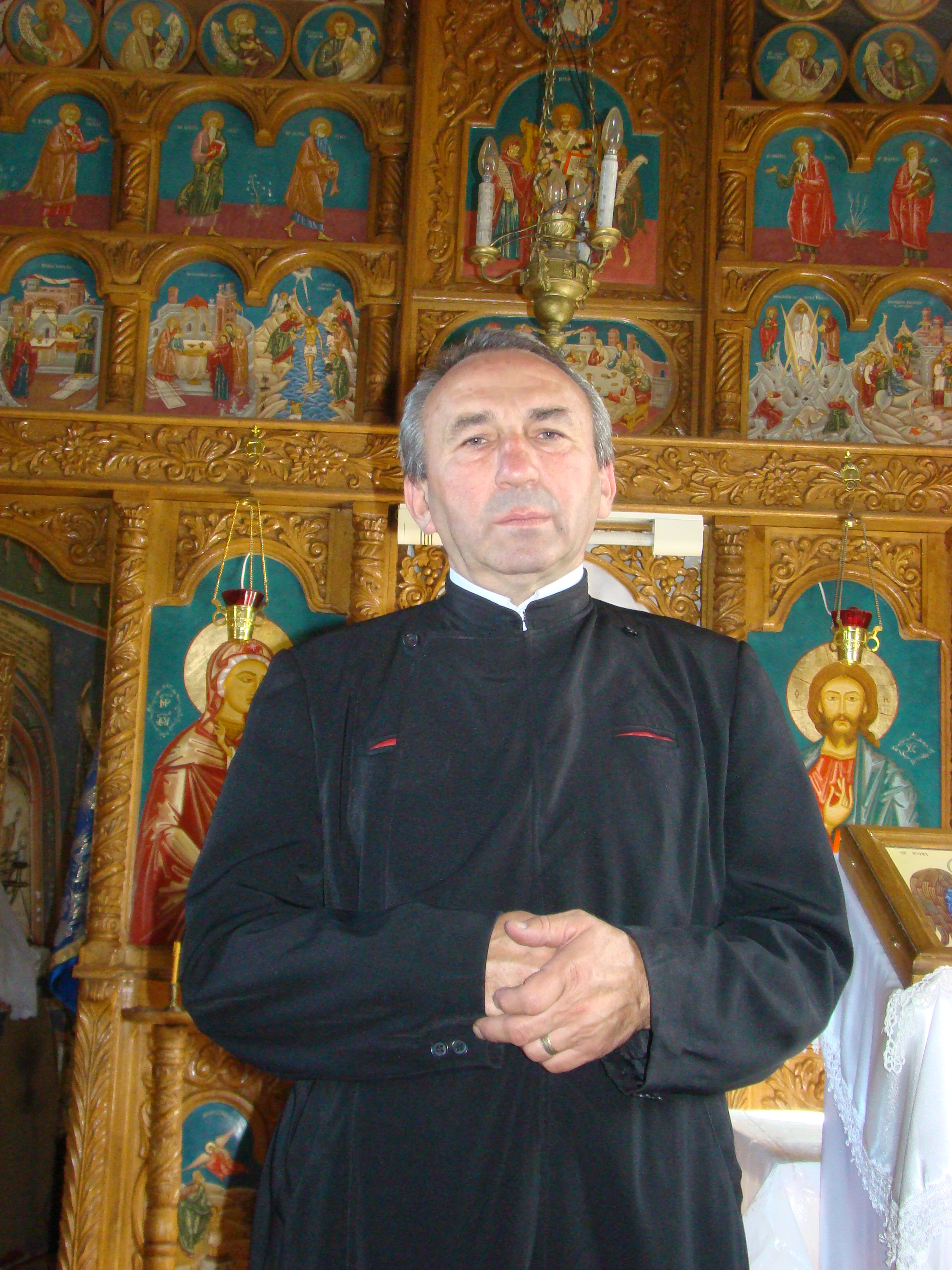
Preotul paroh Nicolae Bădilă

Biserica „Nașterea Sfântului Ioan Botezătorul” din Grui, oraș Săliște, județul Sibiu, a fost construită în anul 1742. Lăcașul de cult figurează pe lista monumentelor istorice 2010, cod LMI SB-II-m-A-12538.

## Istoric și trăsături
Localitatea e atestată documentar în anul 1354 sub numele de Nogfalu, iar în secolele următoare se reîntâlnește în documente sub denumiri precum Magna Villa Valachikalis, Grosdorf, Salistasia, Zelystye, Szeleste, Sedes Selisce,  Villa Magna, Seliste etc. Numele localității nu a fost lipsit de controverse. Istoricul Ioan Lupaș invocă o tradiție locală și afirmă că, până la sfârșitul secolului al XIX-lea, satul era cunoscut sub numele de Colibari „și nici nu i se putea zice sat, căci consta  numai din niște colibe risipite pe coastele dealurilor”. Autorii monografiei „Săliștea Sibiului, străveche vatră românească” infirmă acest fapt, accentuând că denumirile Nogfalu, Magna Villa Valachikalis și Grosdorf sunt inspirate tocmai de dimensiunile mari ale așezării și că, mai degrabă, „Colibari” s-ar referi doar la o anumită parte a așezării. Aceeași monografie consemnează și dezvoltarea accentuată pe care Săliștea a cunoscut-o în perioada 1700-1820, în cei 120 de ani numărul familiilor crescând de la 292 la 1085. 
Lista monumentelor istorice din 2010 și monografia Săliștei consemnează 1742 ca an al construirii Bisericii din Grui. Ioan Mețiu avansează însă ipoteza conform căreia lăcașul ar fi fost ridicat între 1700-1742, iar această construcție din cărămidă și piatră a fost precedată de o altă biserică, ridicată pe același loc, pe la 1697. Actuala biserică –naos, pronaos și altar-  a fost construită inițial ca mănăstire, ctitorie a fraților Dumitru, Oprea și Stana Cîndea, fapt consemnat și în pisania din 30 septembrie 1820. Aceasta a fost scrisă după lucrările de completare ce au făcut ca la 1816 să se ridice turnul-clopotniță și tinda. 
Are un plan dreptunghiular care cuprinde altar cu semicalotă, naos cu calotă semisferică și pronaos cu bolta cilindrică. 
Edificiul a fost pictat parțial, atât în interior, cât și în exterior, în două etape: între anii 1787-1790 de către meșteri necunoscuți, și în 1820 de zugravul Ioan Popa din Săliște. Patronul lăcașului de cult este reprezentat, încă de la intrare, sculptat în lemn masiv de stejar. Pictat pe cupola pronaosului, Sfântul Ioan Botezătorul apare înfățișat atât în chip de înger, cât și în scene care descriu patru evenimente importante, care individualizează istoria sa: la naștere, predicând în Iordan, la tăierea capului și la înhumare. De asemenea, în pronaosul bisericii se mai află pictați alți doisprezece Sfinți Ioan. 
În Monografia Săliștei se consemnează că Biserica din Grui ar fi fost ctitorită după ce Biserica de la Vale le-a fost luată ortodocșilor de către uniți în secolul al XVIII-lea. Existențele celor două biserici se leagă și mai târziu. De pildă, istoria consemnează că pe la mijlocul secolului al XVIII-lea, Dumitru Cîndea și Șteflea Vătaful iau lăcatul de la biserica încuiată de către preotul unit introducând în ea (în Biserica de la Vale) preoții de lege veche ca să slujească, iar la Boboteaza din 1757 împiedică pe cei din altă lege  ca să umble cu crucea. Magistratul din Sibiu trimite armata ca să ia din nou bisericile pe seama uniților și sunt arestați câte opt capi ai mișcării, iar printre ei se numără Dumitru Șteflea. (Monografia Săliștei, p. 112). S-a declanșat mai apoi „revoluția fără sânge” a călugărului Sofronie de la Cioara, ajutat în mare măsură de preotul din Săliște. Biserica din Grui și cea de pe Vale sunt pomenite din nou în 1761: armata imperială a intervenit pentru a-i potoli pe sătenii nemulțumiți că Biserica Mare, de pe Vale, a fost dată uniților, și cea mică, din Grui, lăsată ortodocșilor, deși familii ortodoxe erau 815 și unite – 19. Prigoana a încetat după instalarea episcopului ortodox Dionisie Novacovici. Biserica de pe Vale a fost dărâmată în 1926, iar astăzi doar o troiță mai amintește existența ei. Biserica veche de pe Vale a fost atestată la 1647; era construită din piatră și cărămidă, pe locul uneia mai vechi, din lemn probabil, datând din secolele XIII-XIV. 

## Imagini din exterior

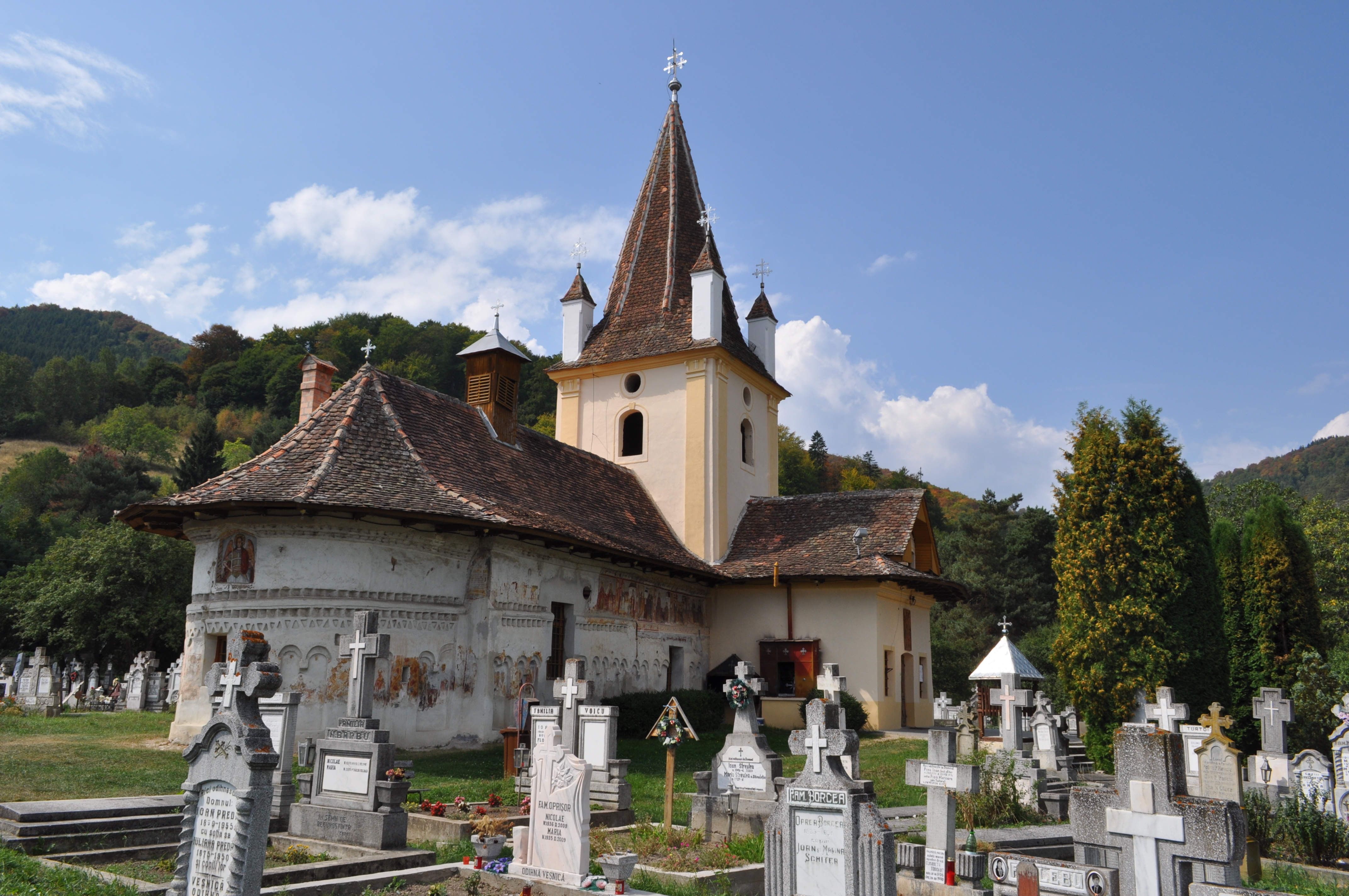

## Imagini din interior

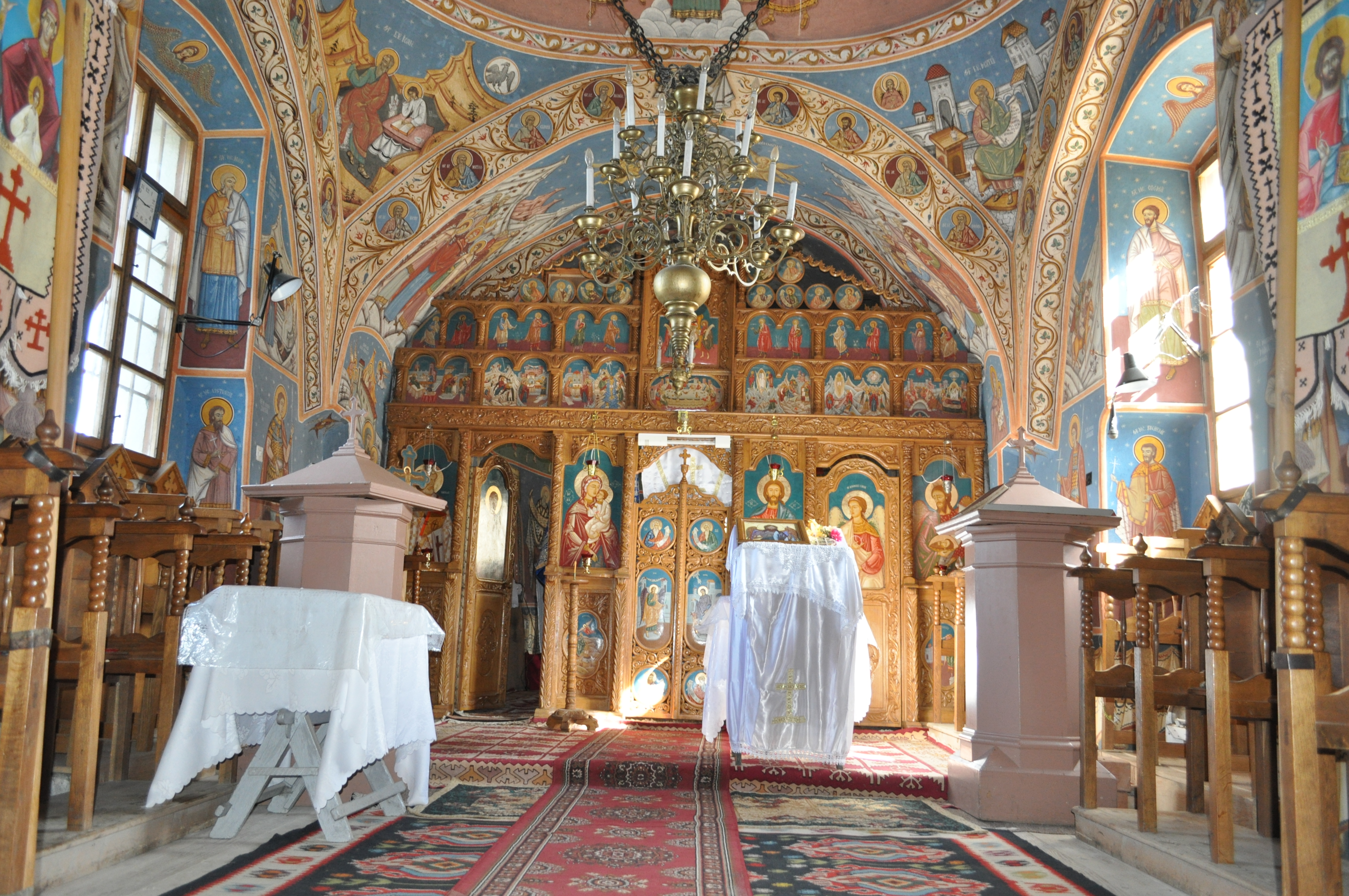
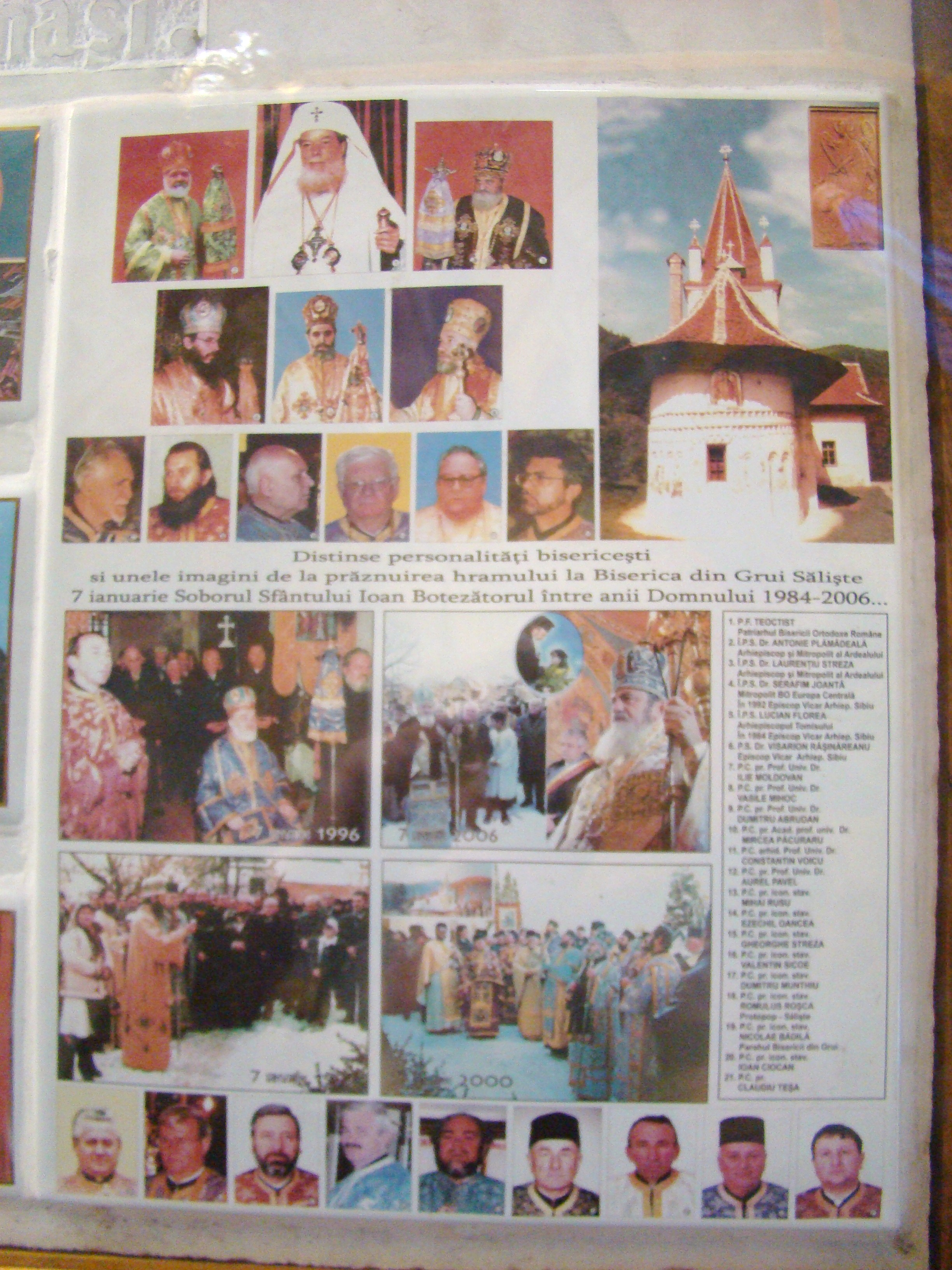
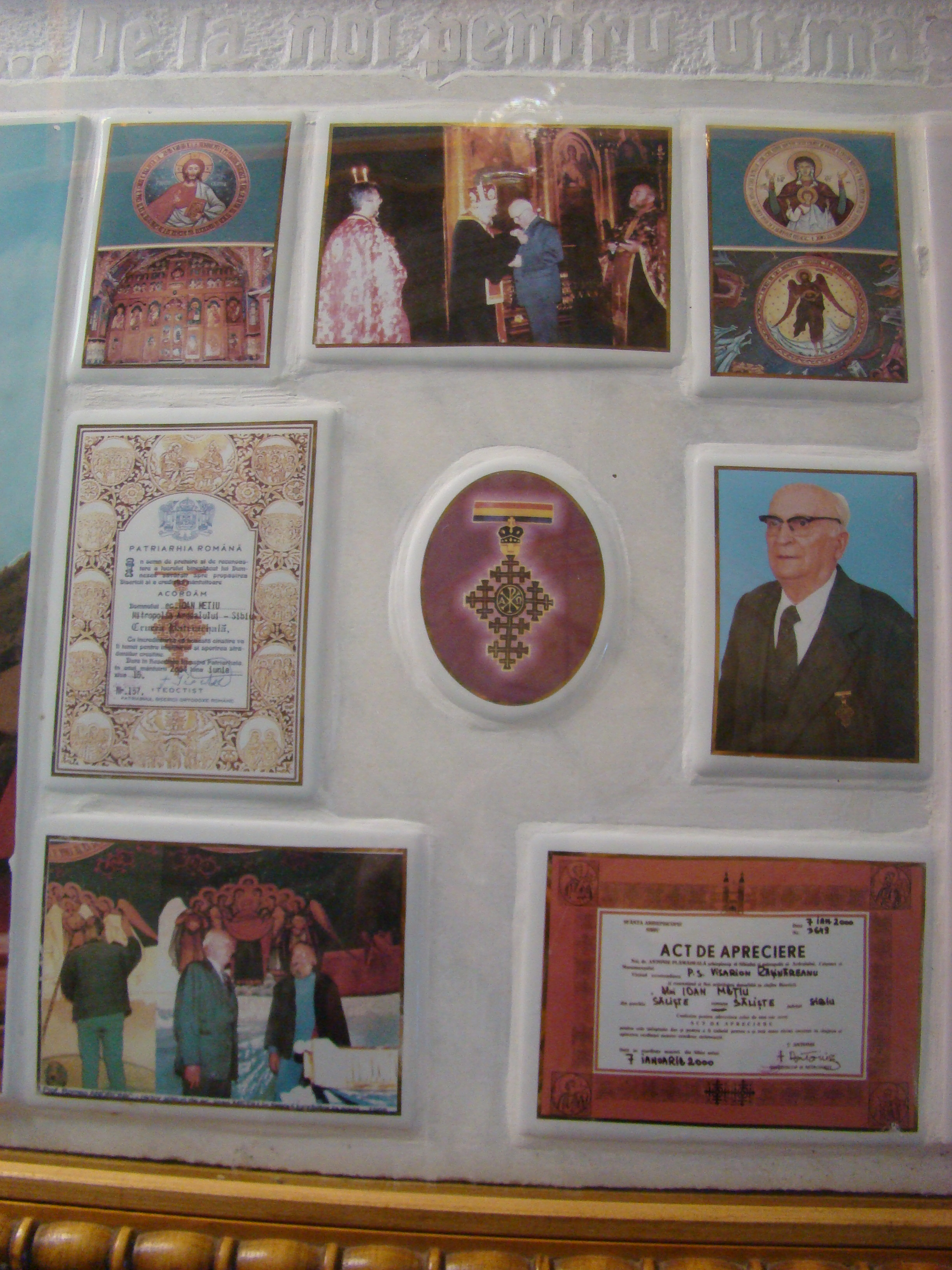
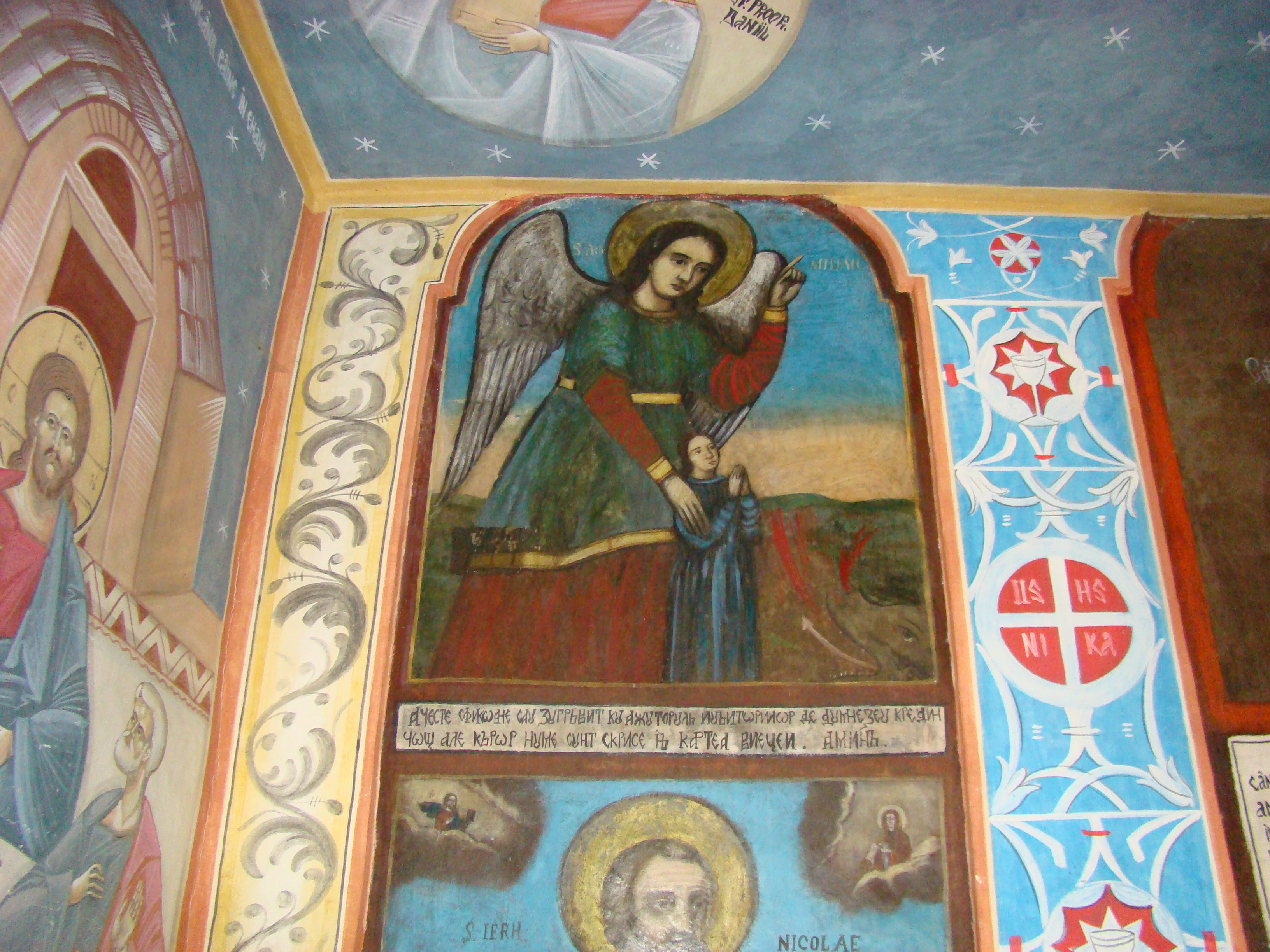
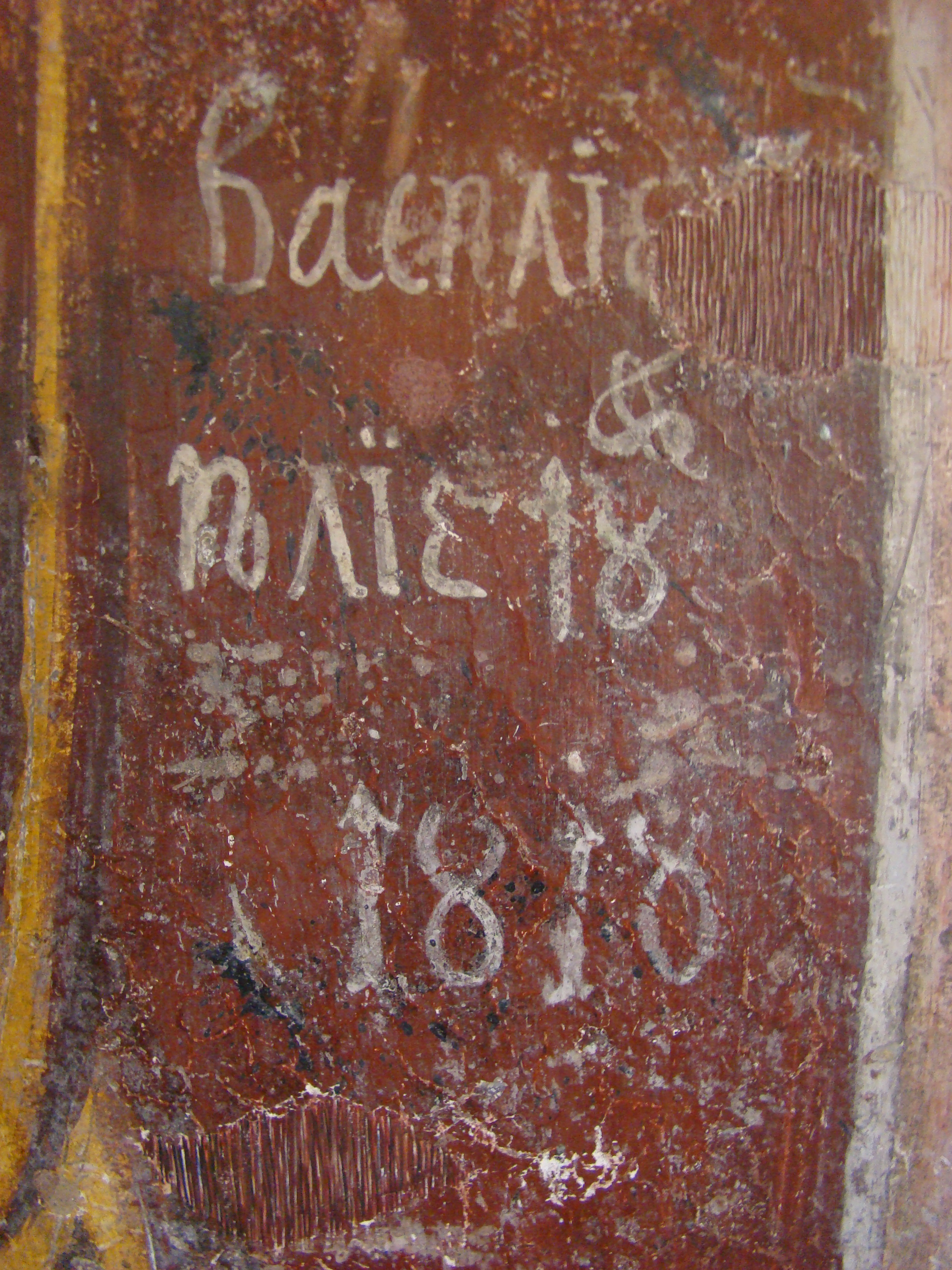
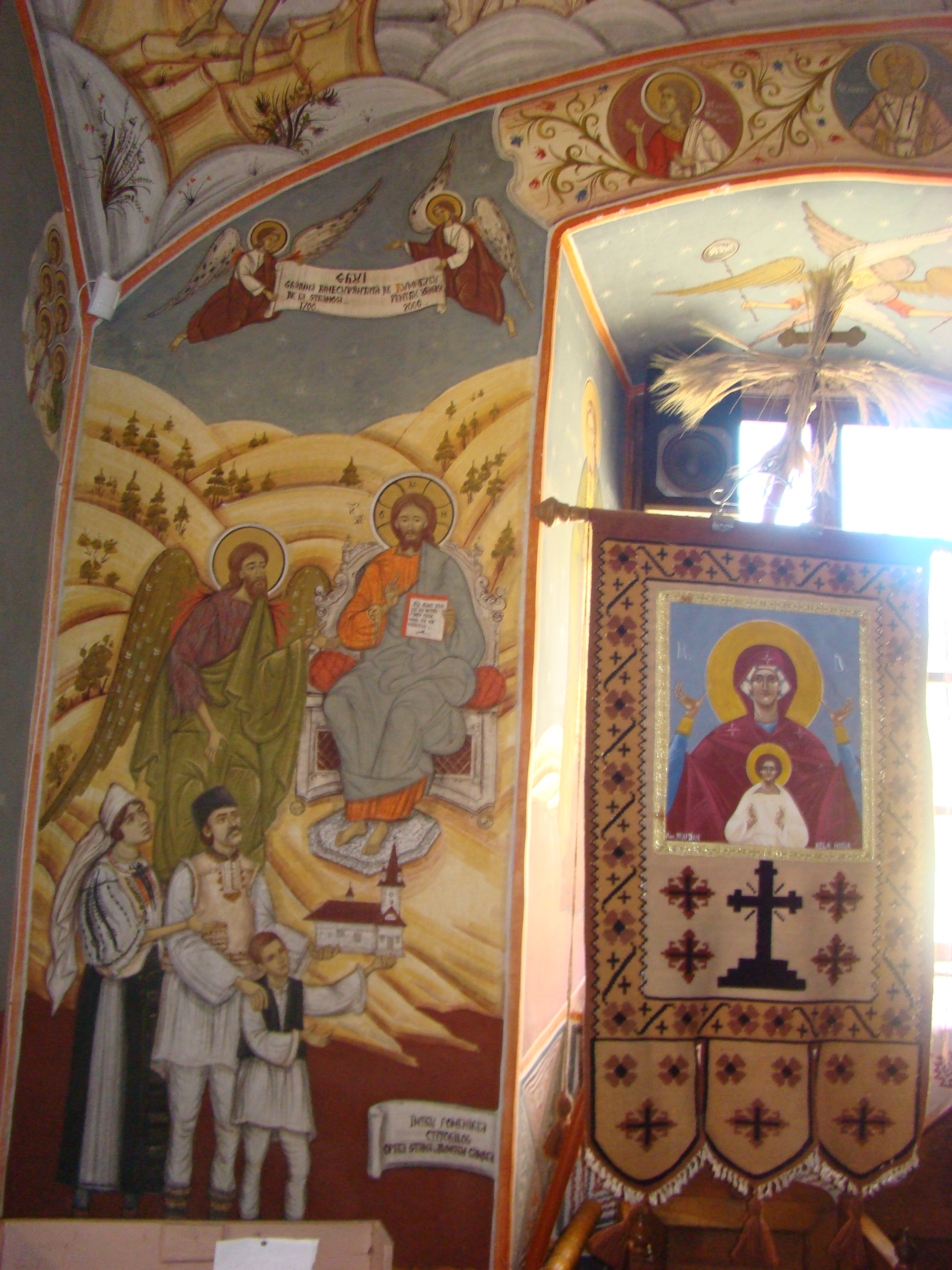
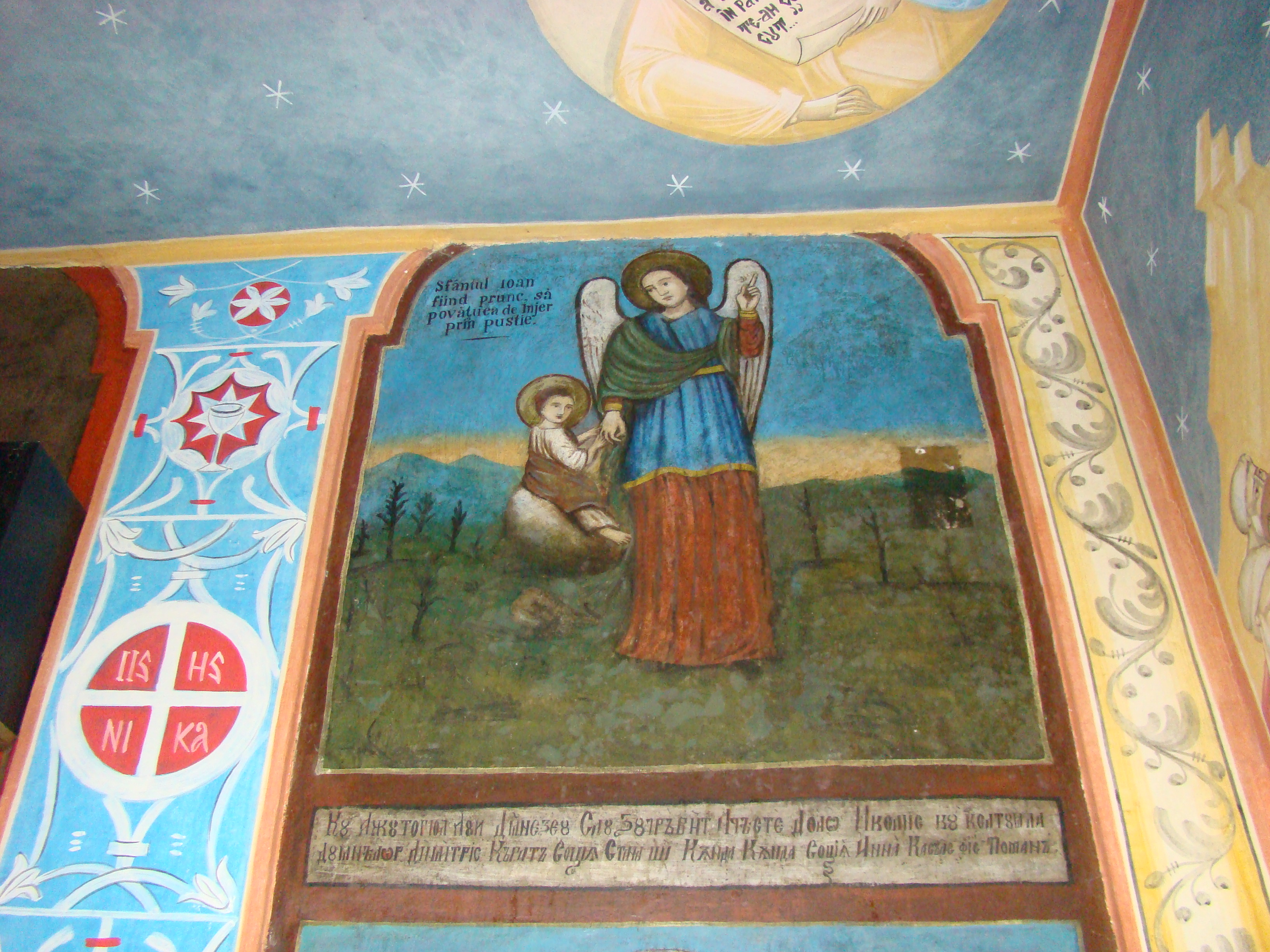
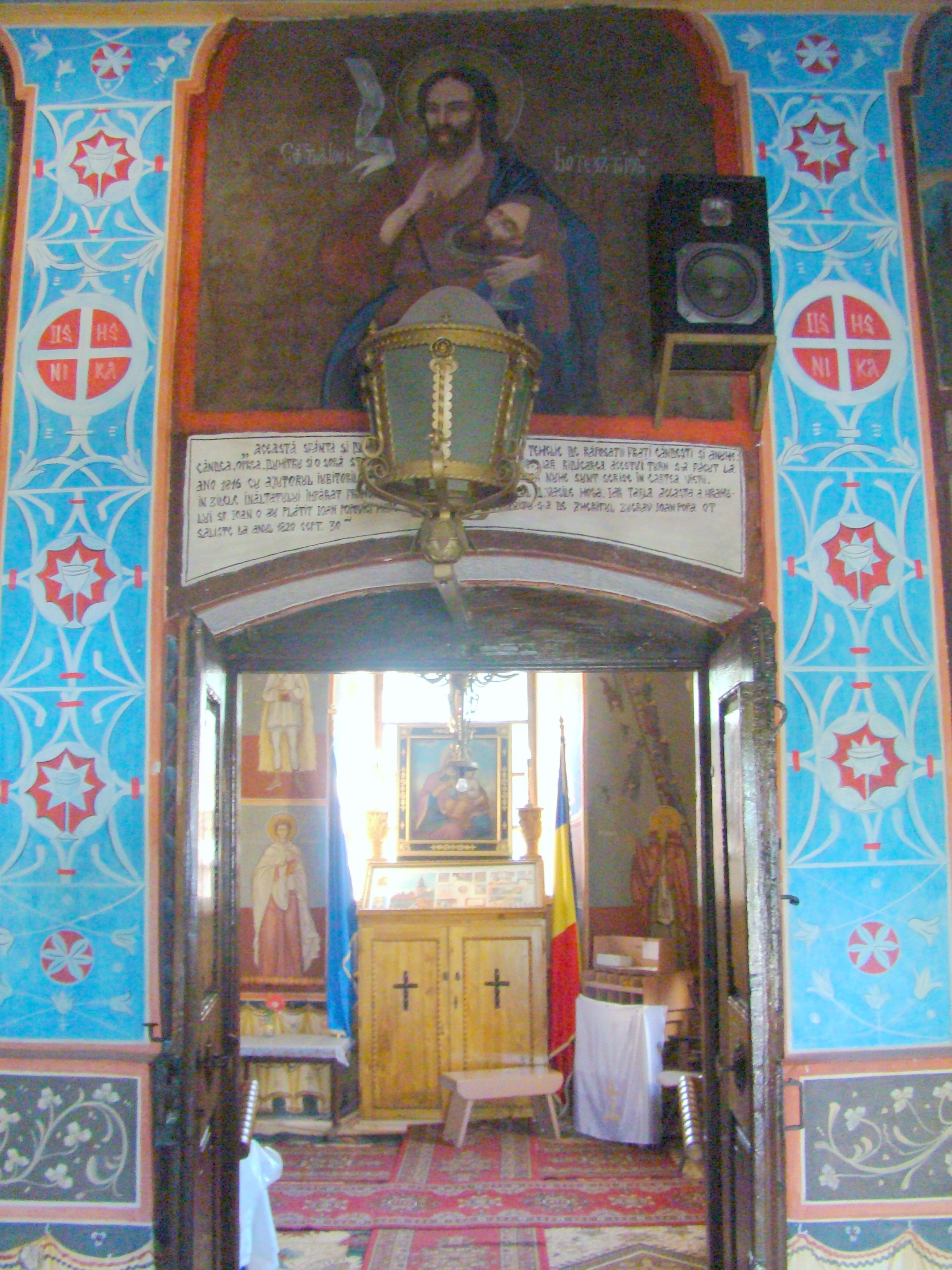
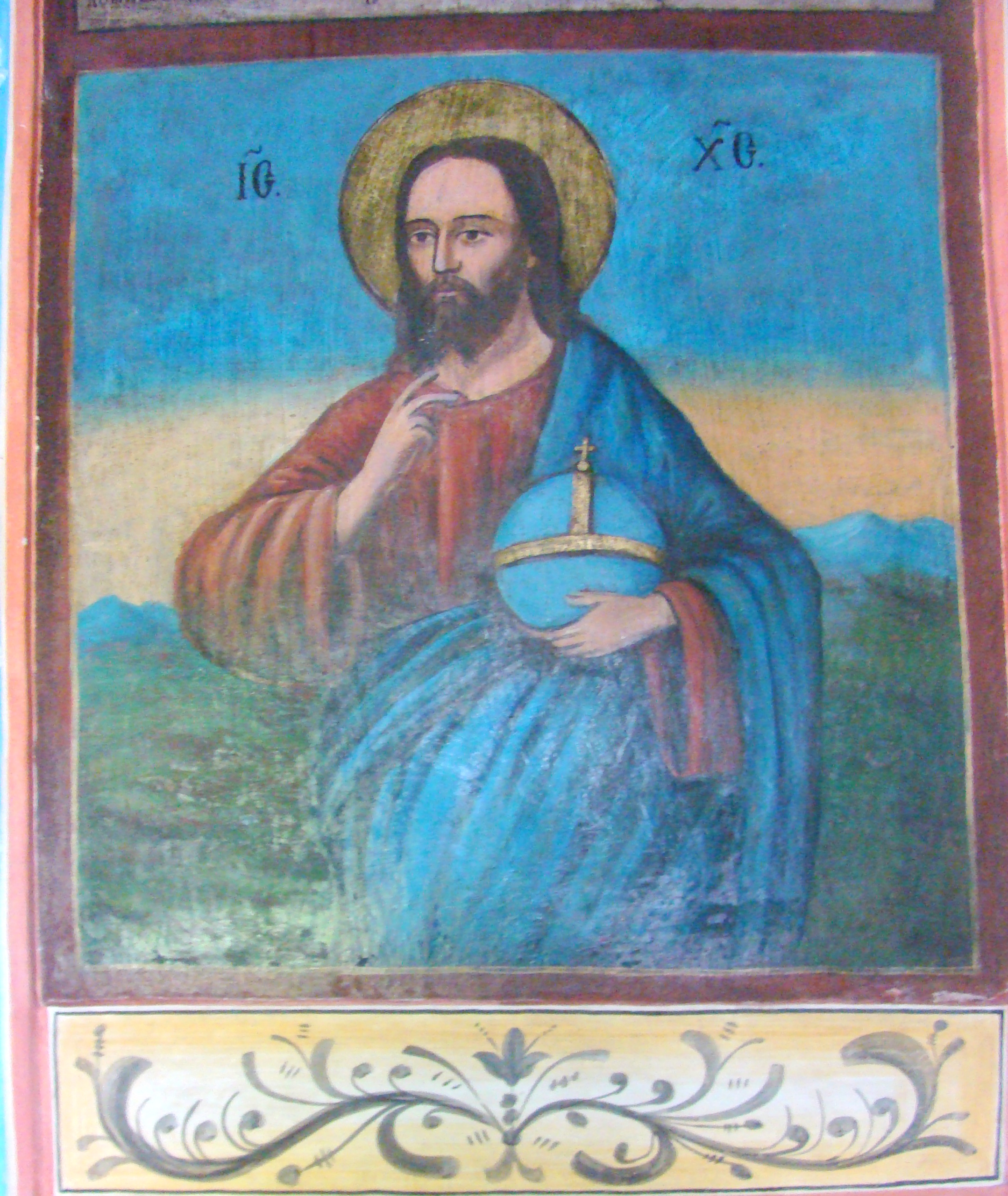
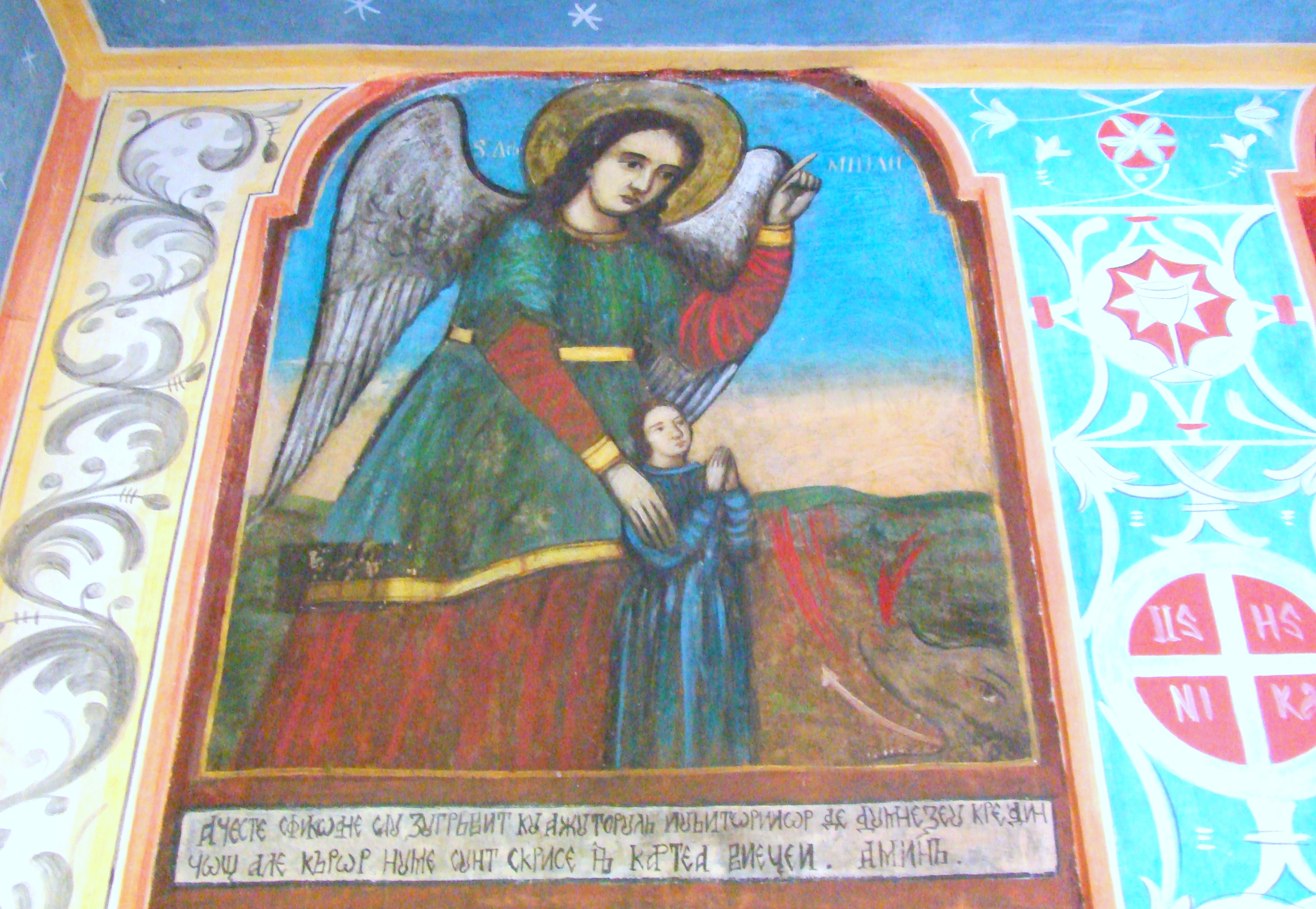
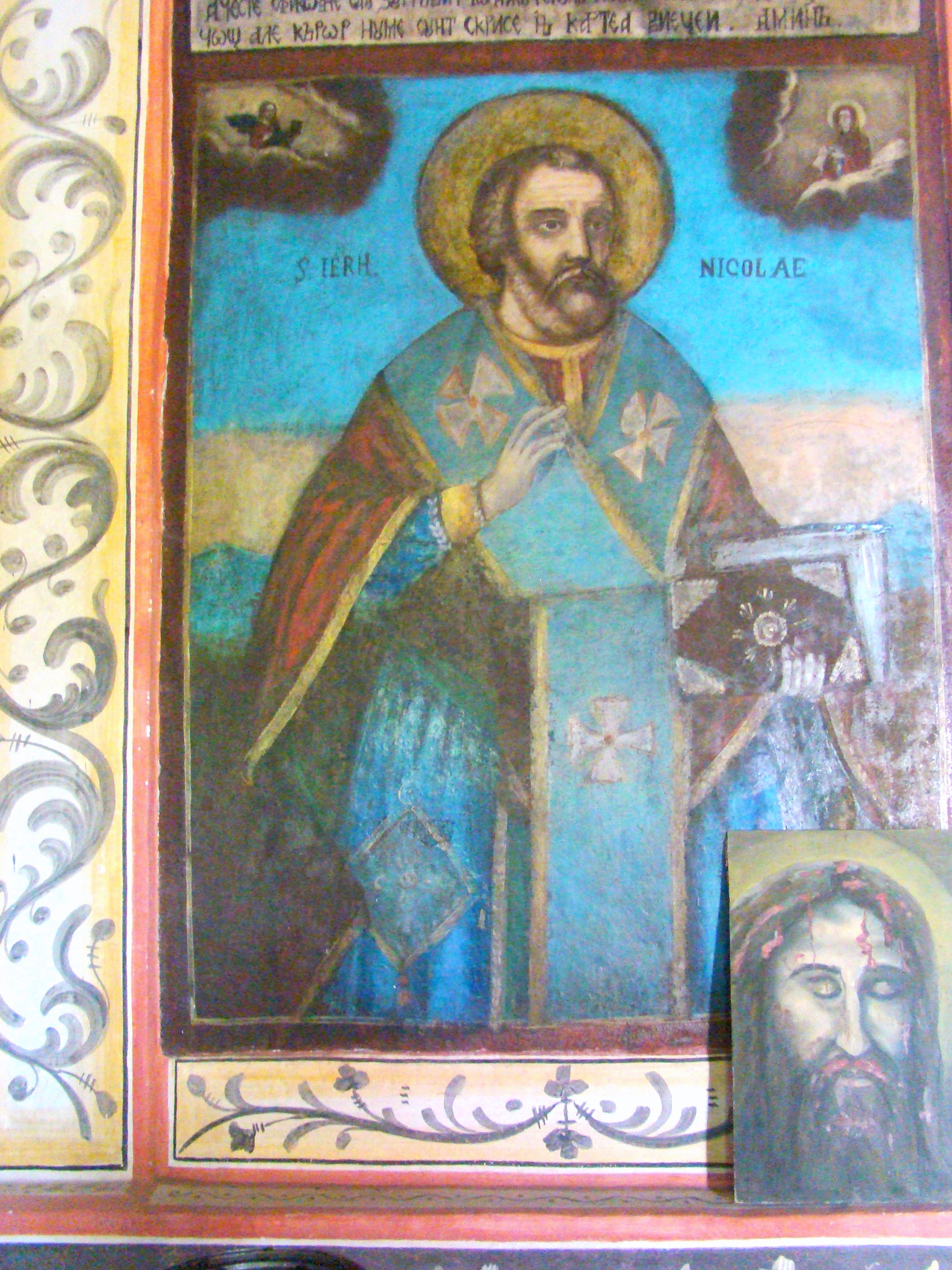
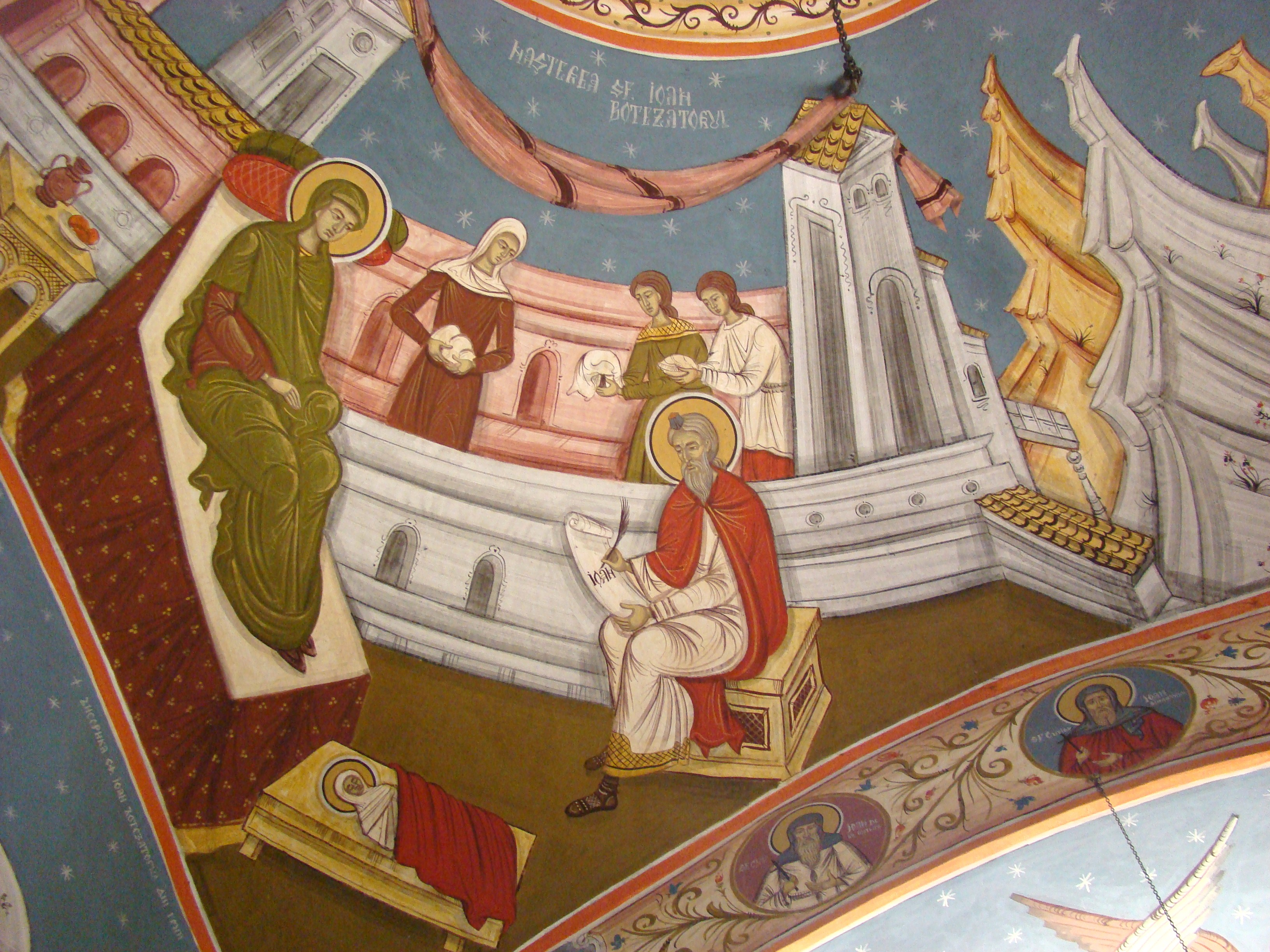
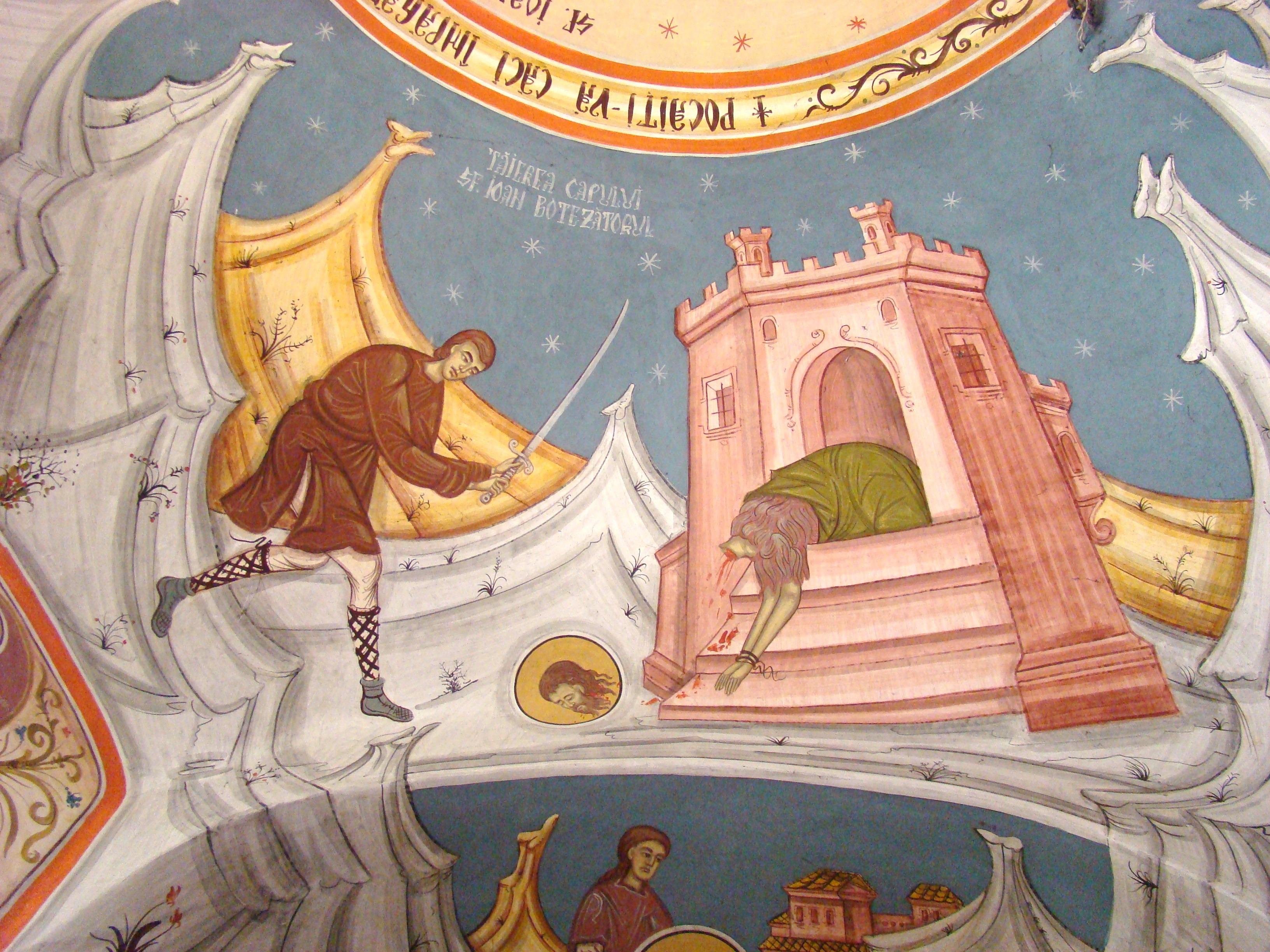
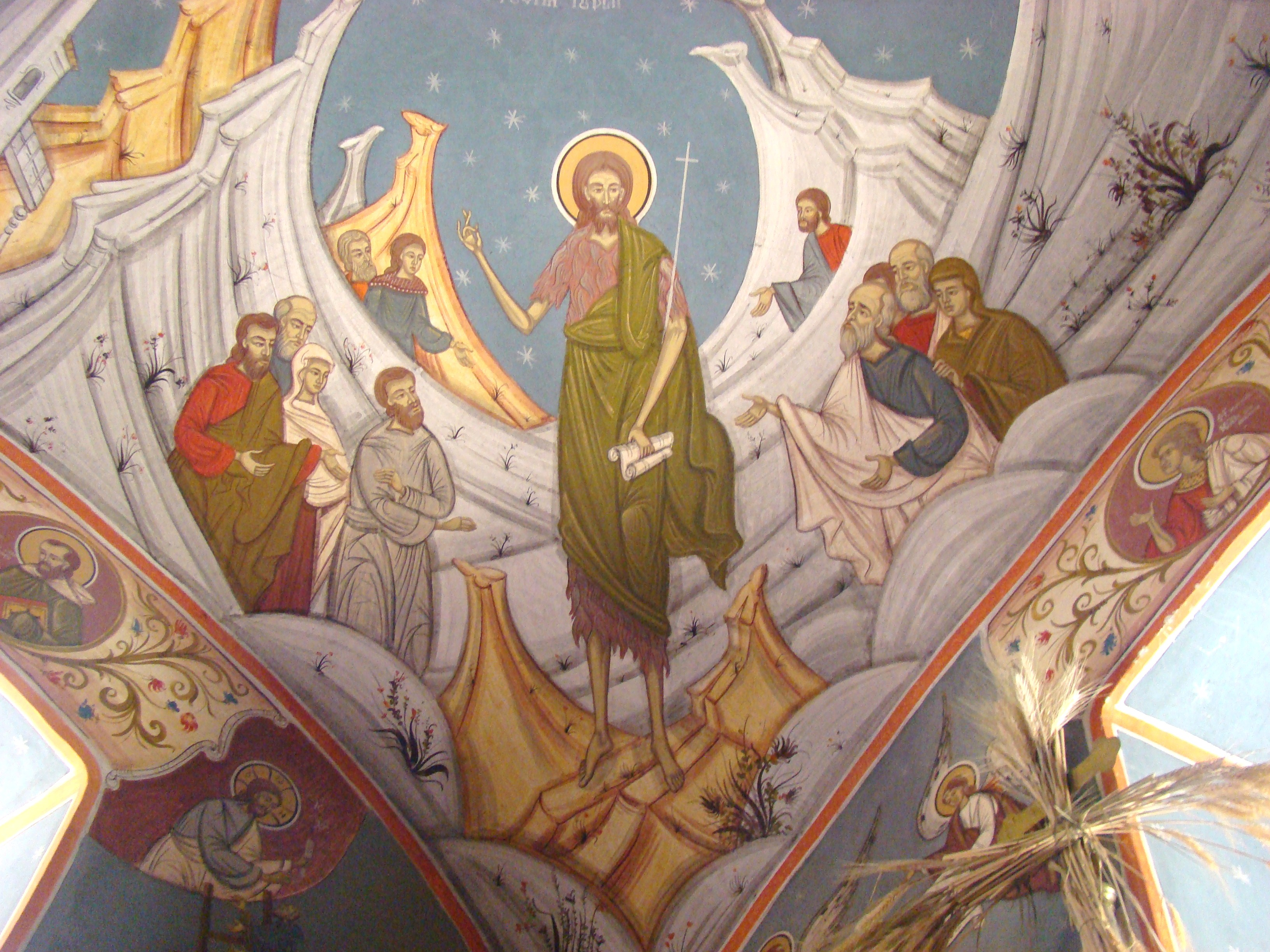
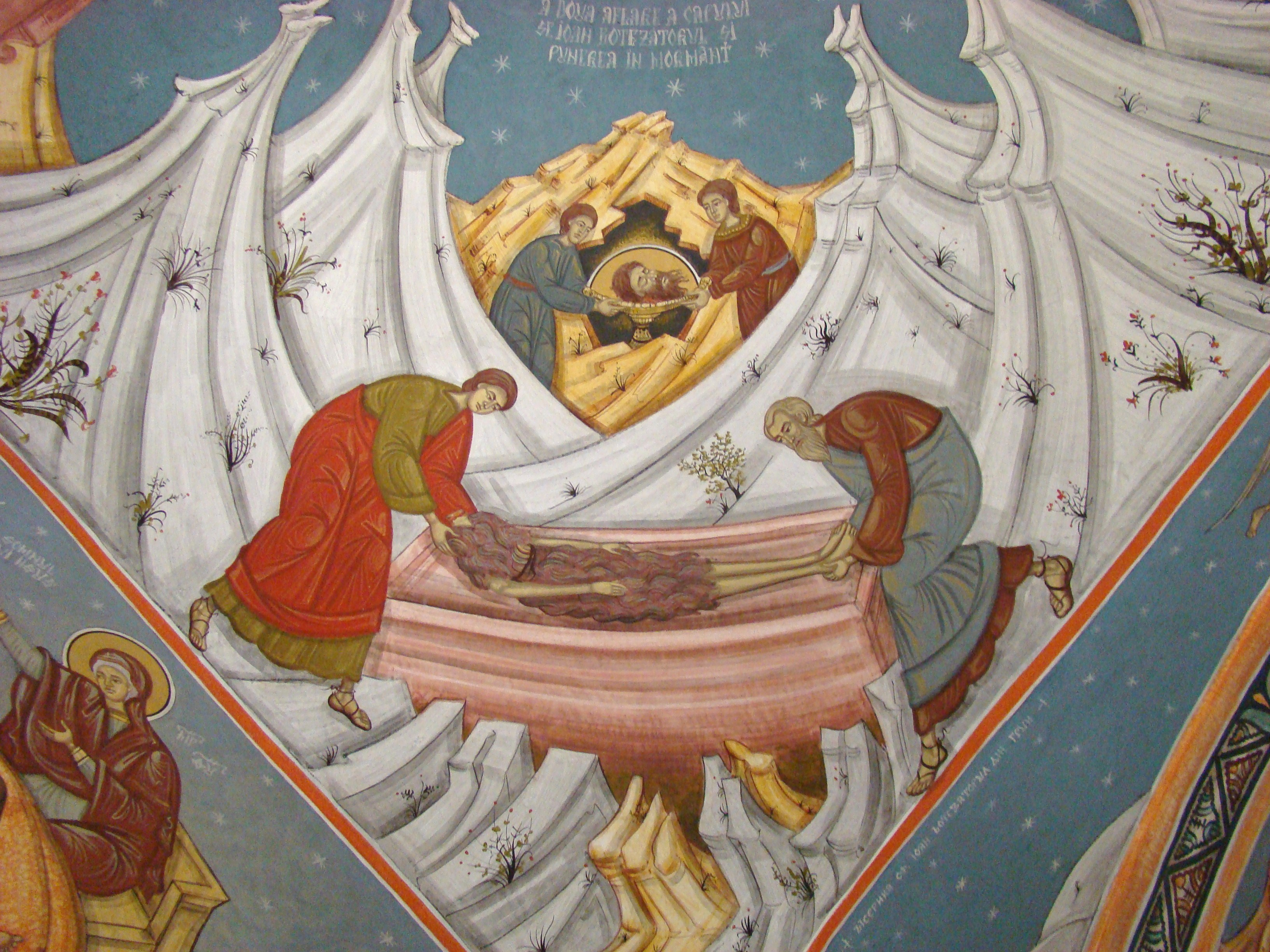
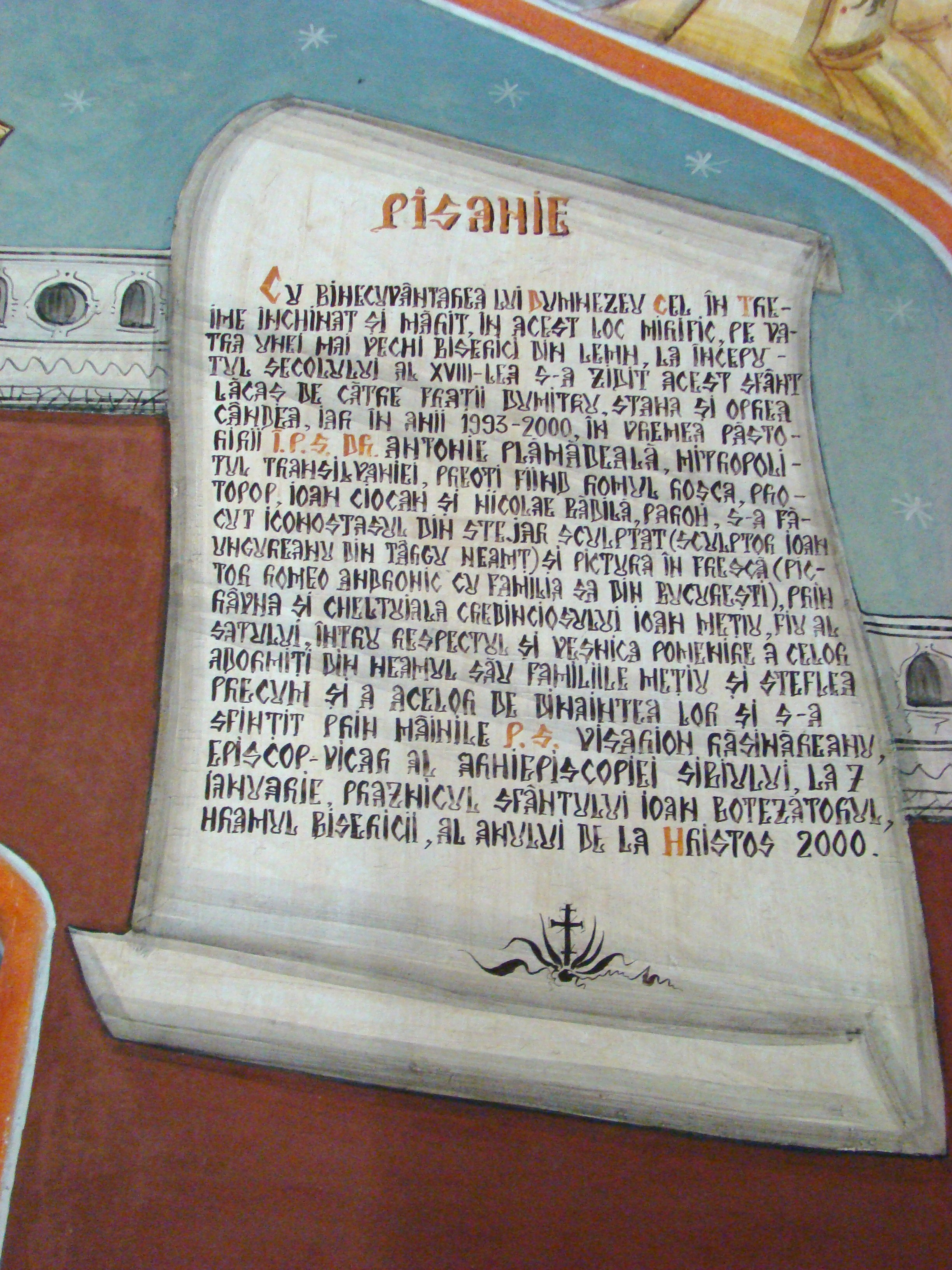
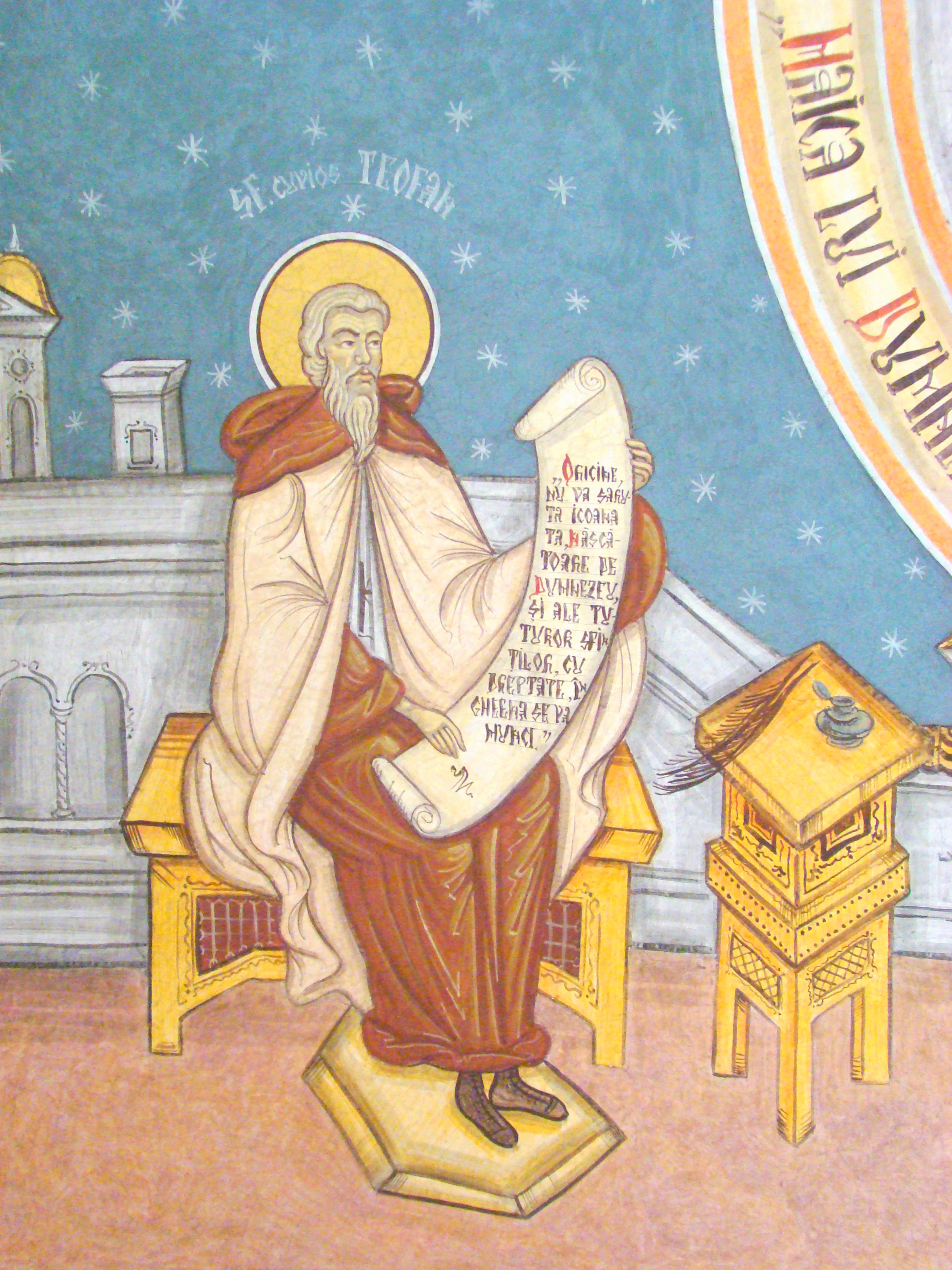
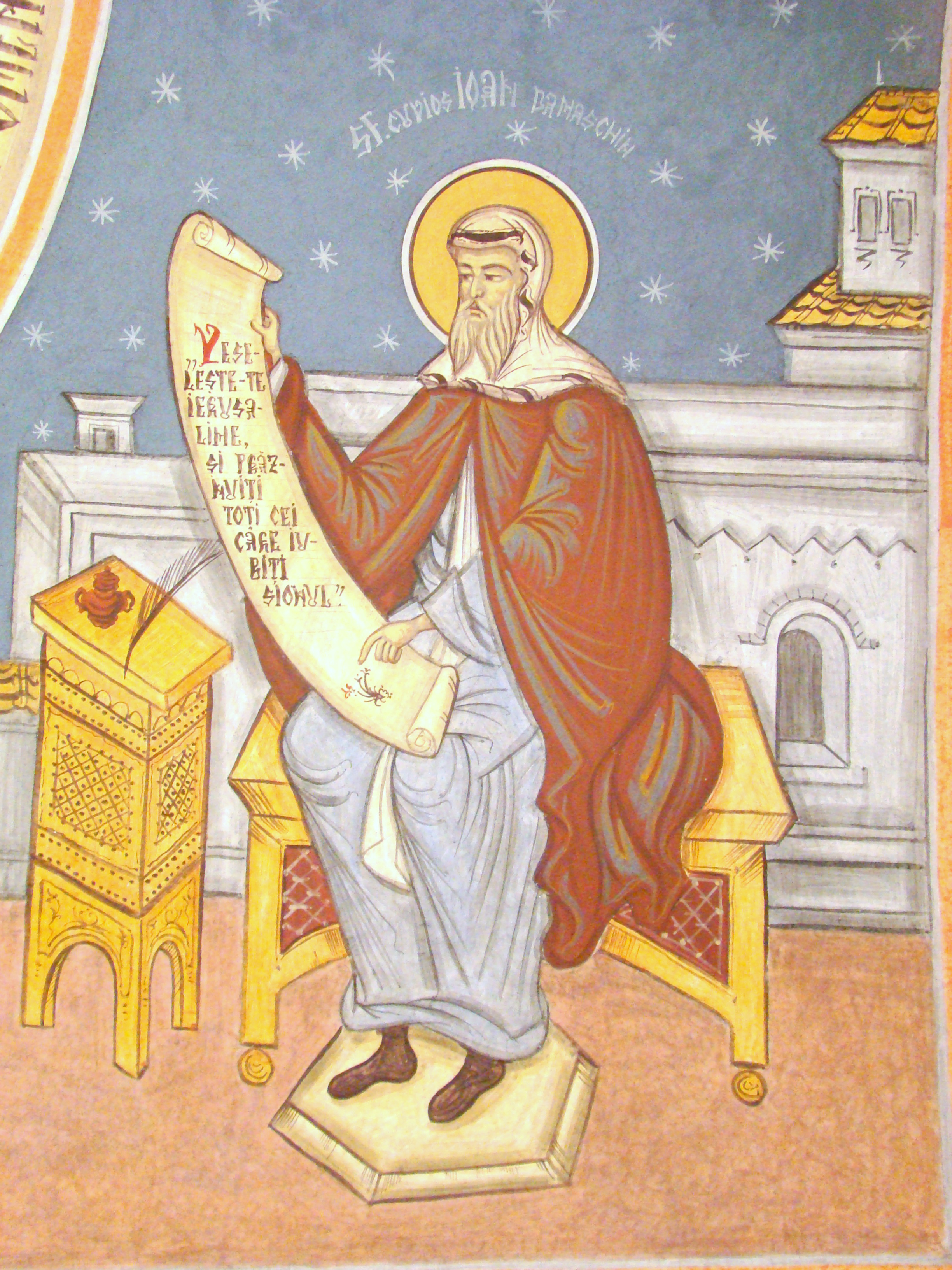
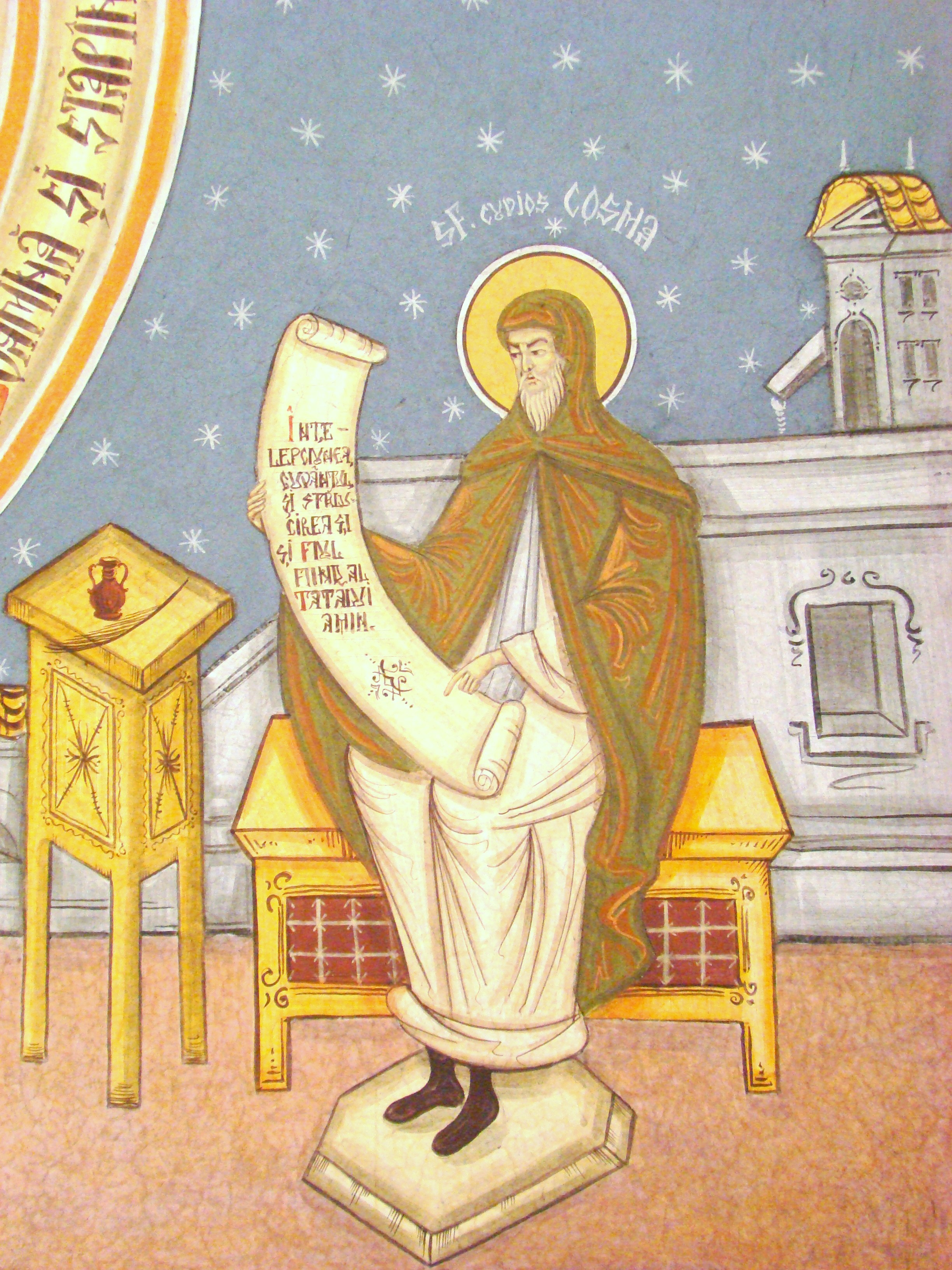
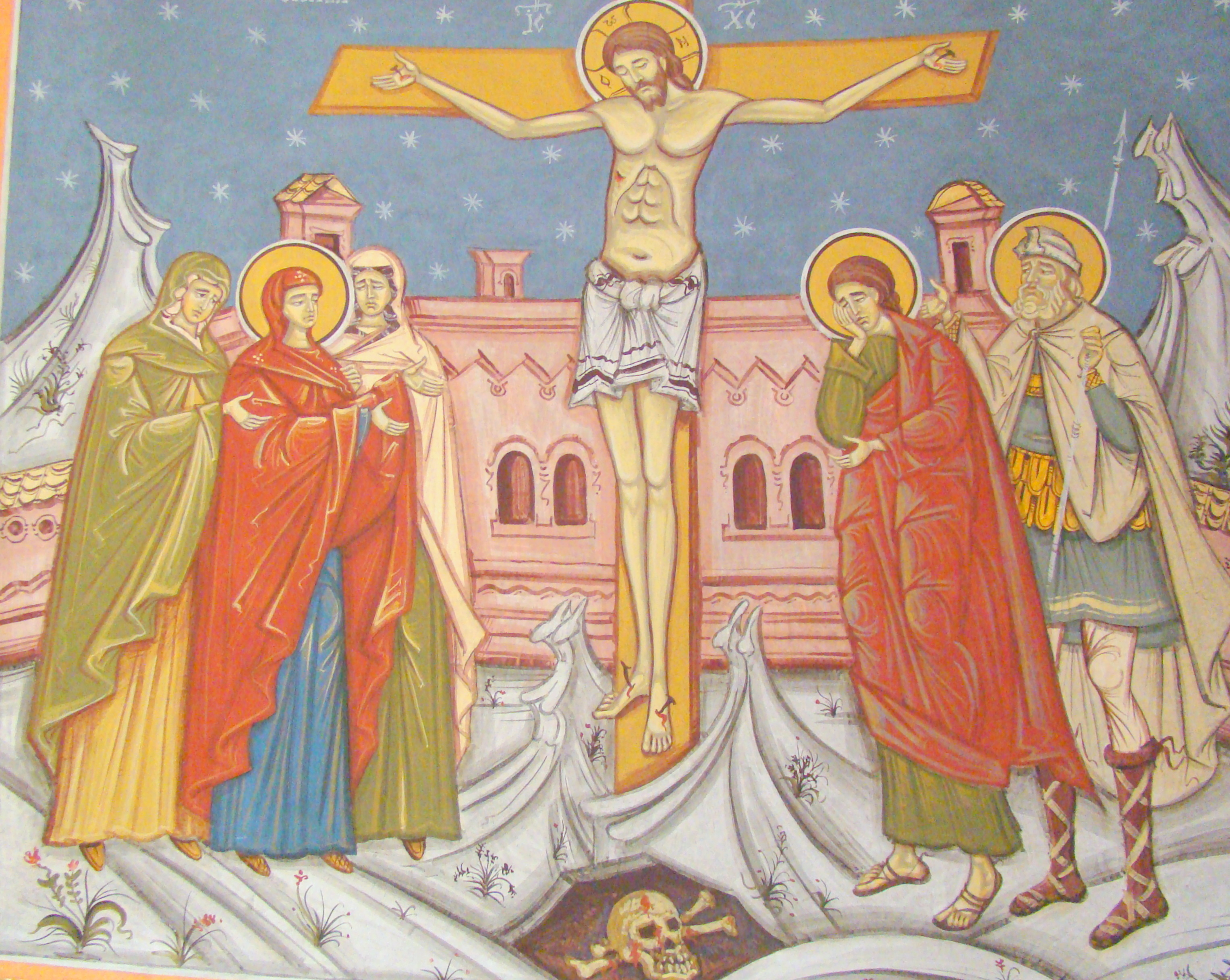
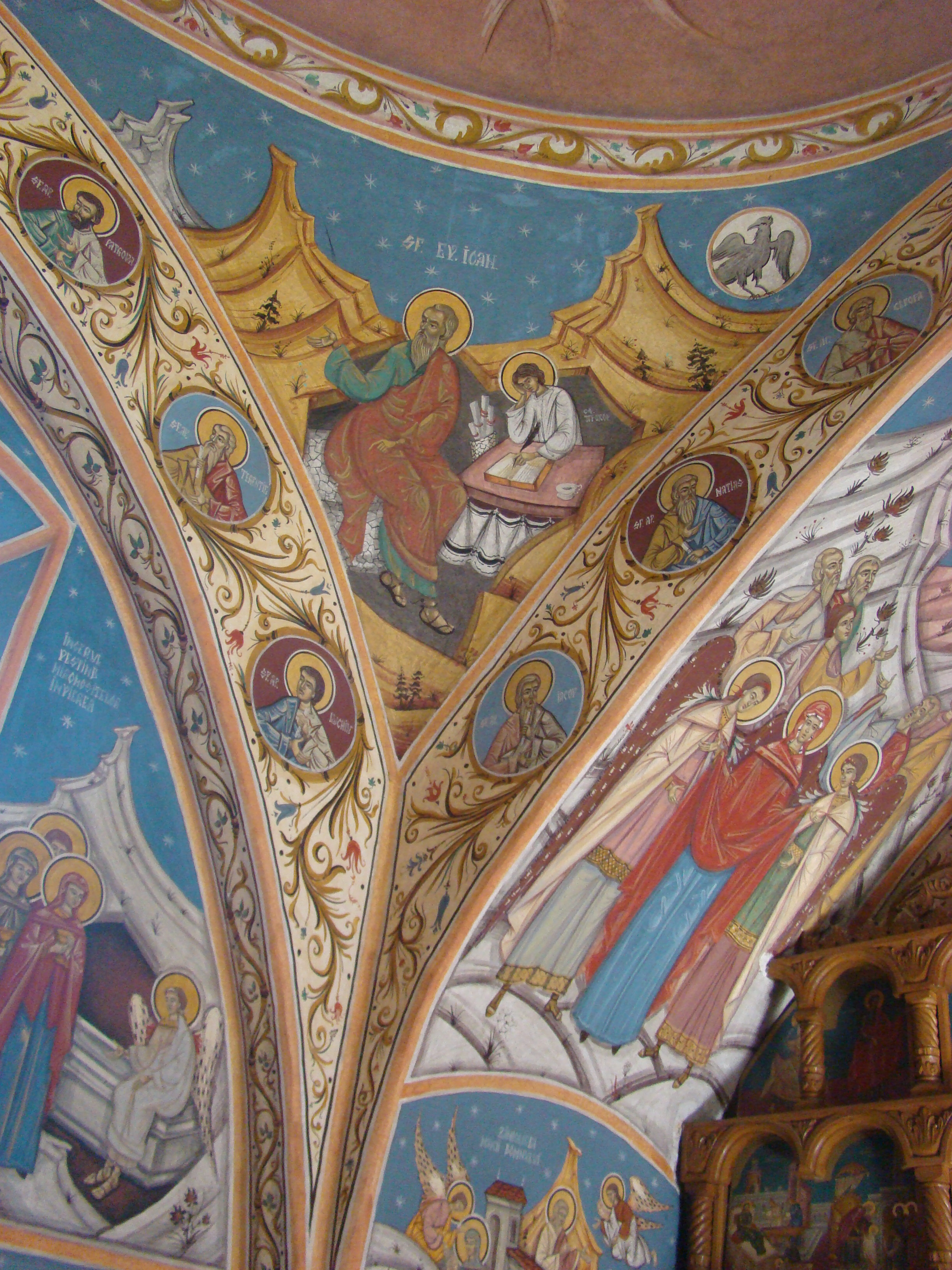
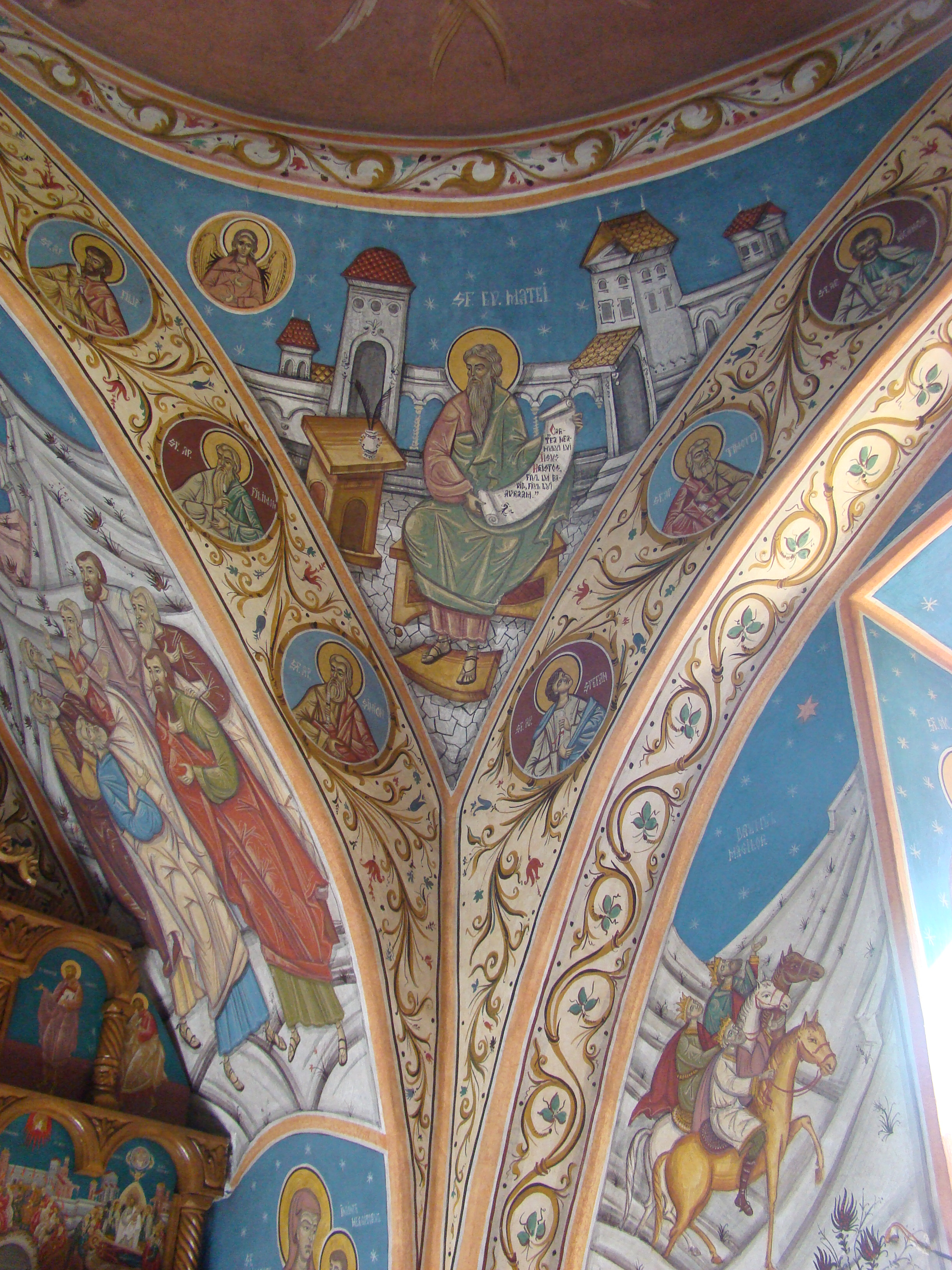
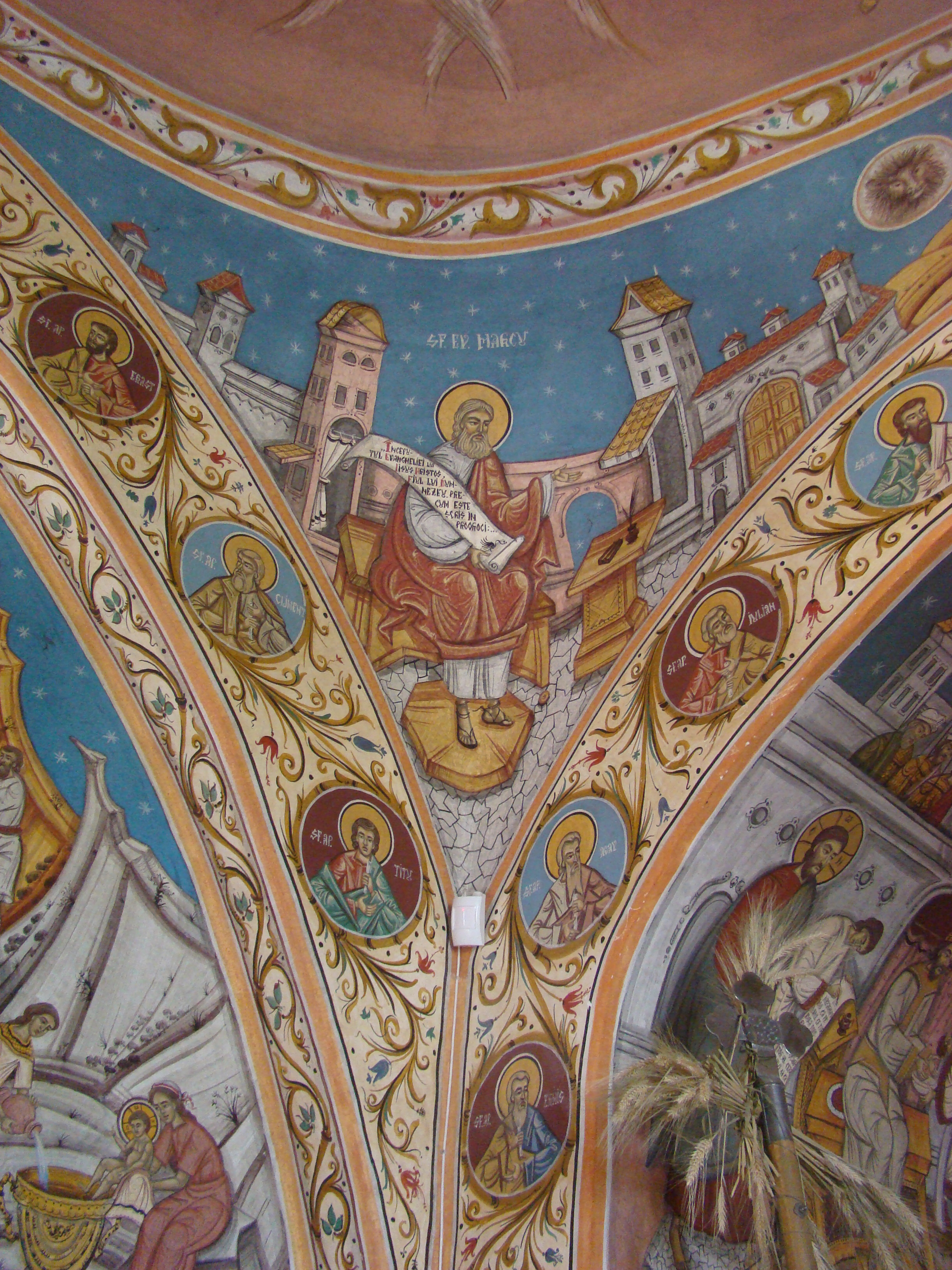
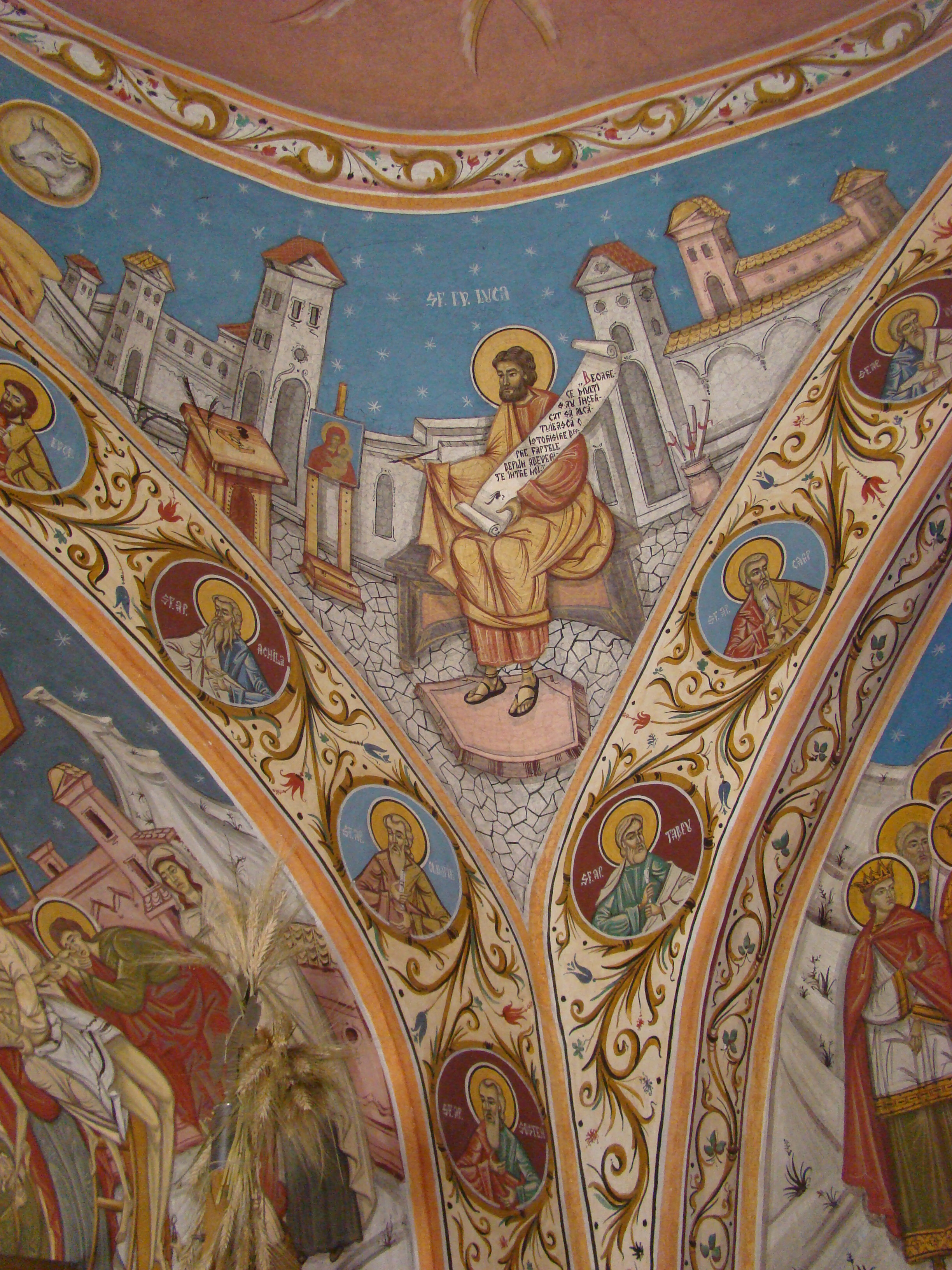
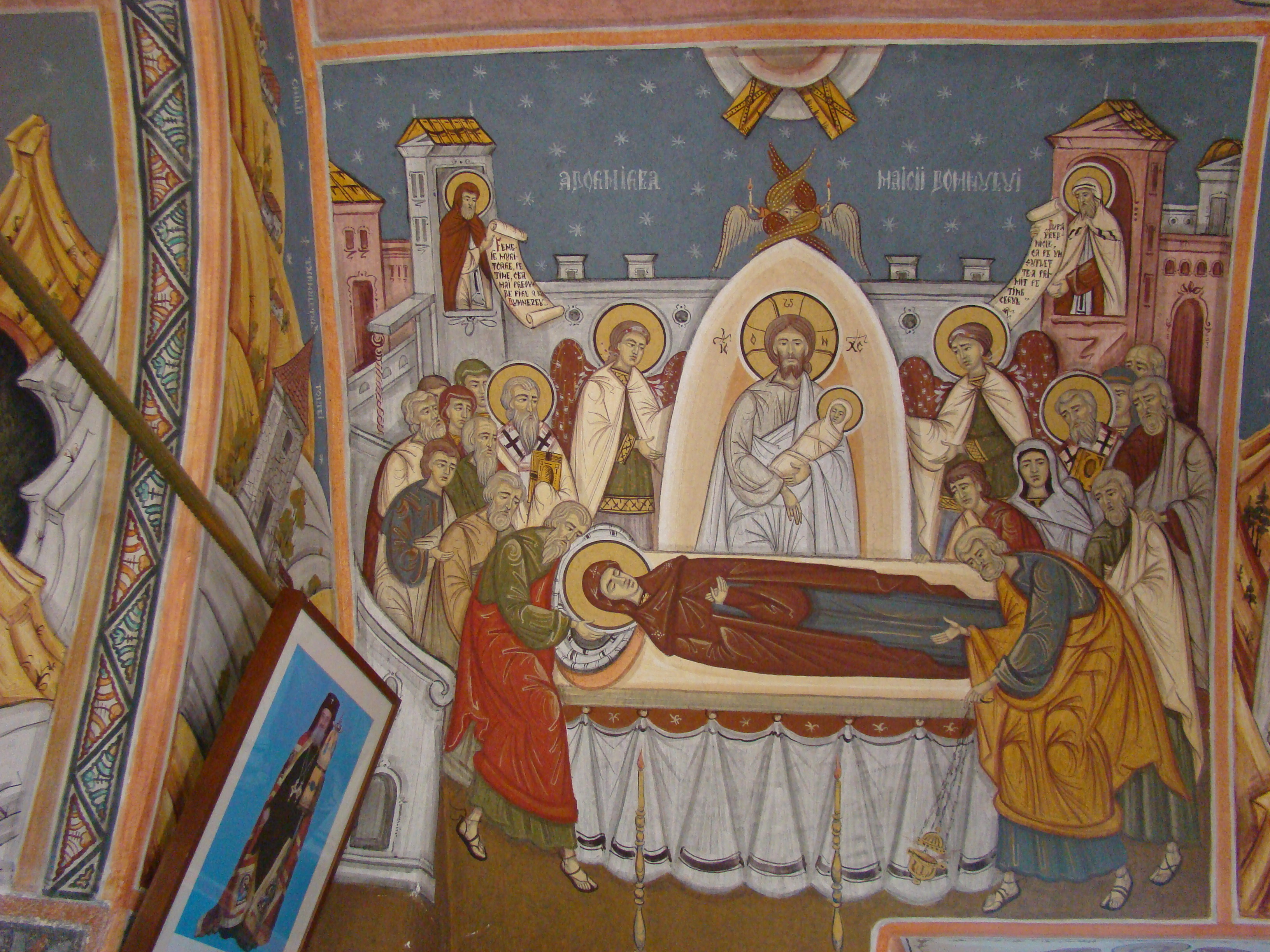
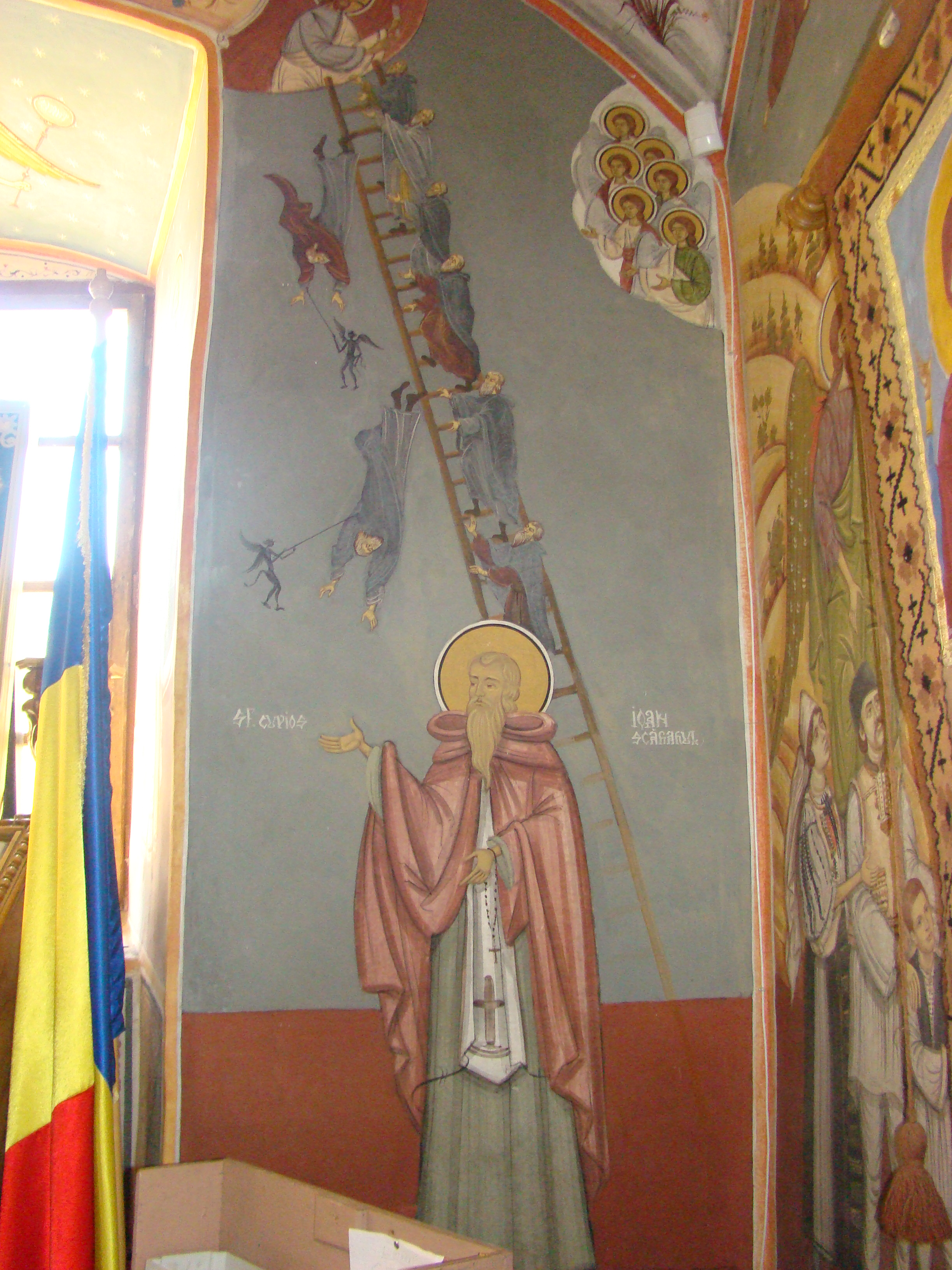
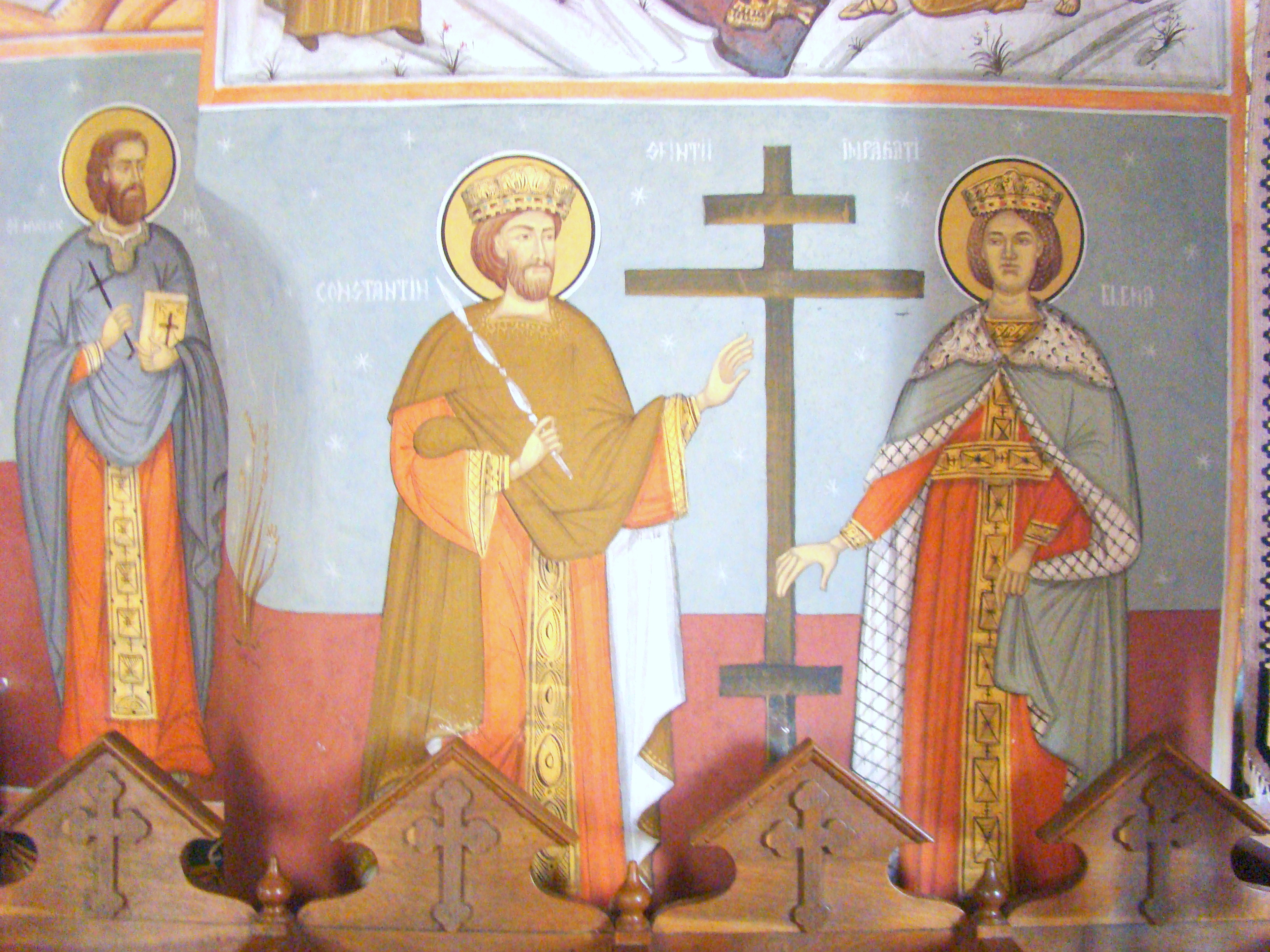
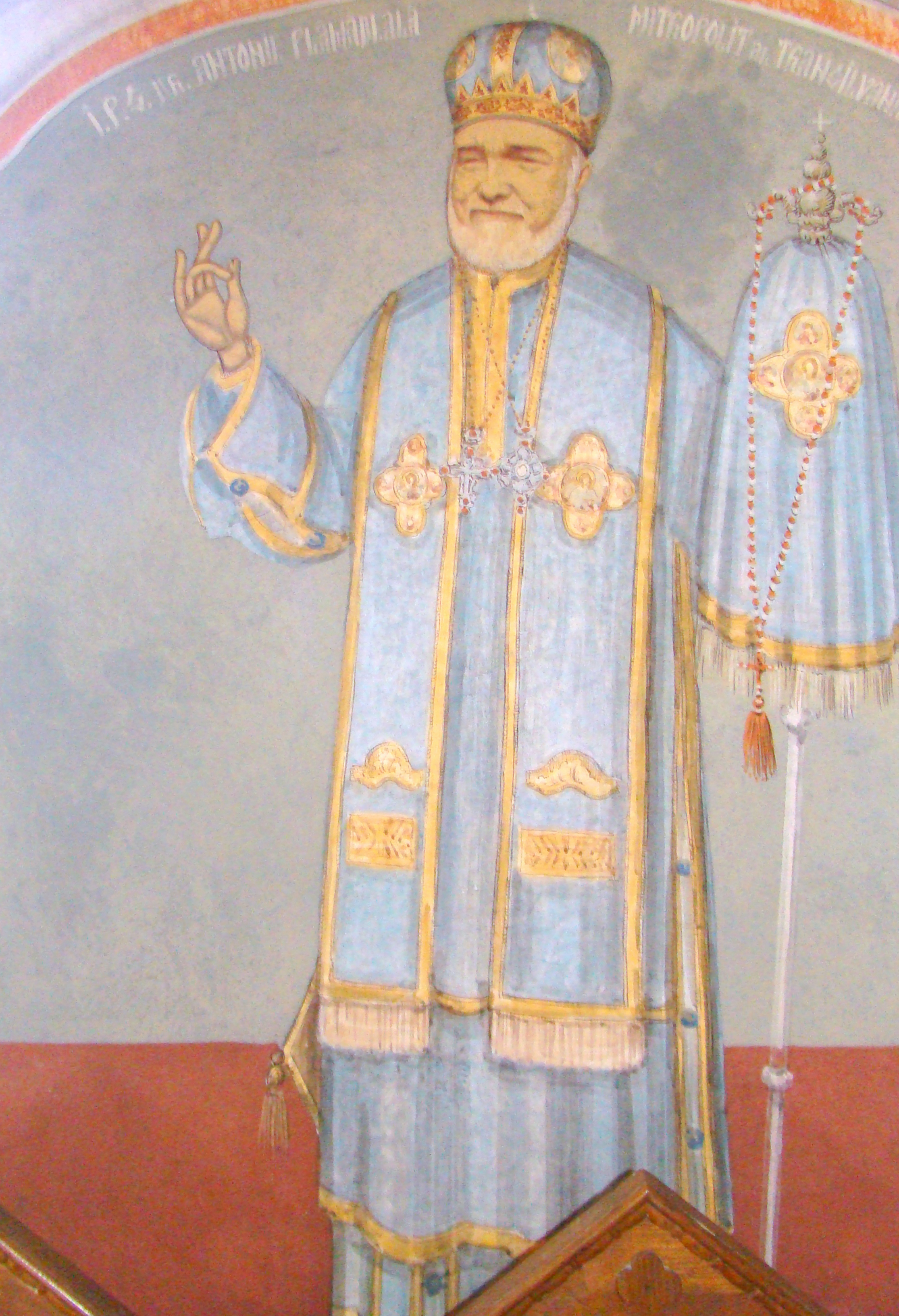
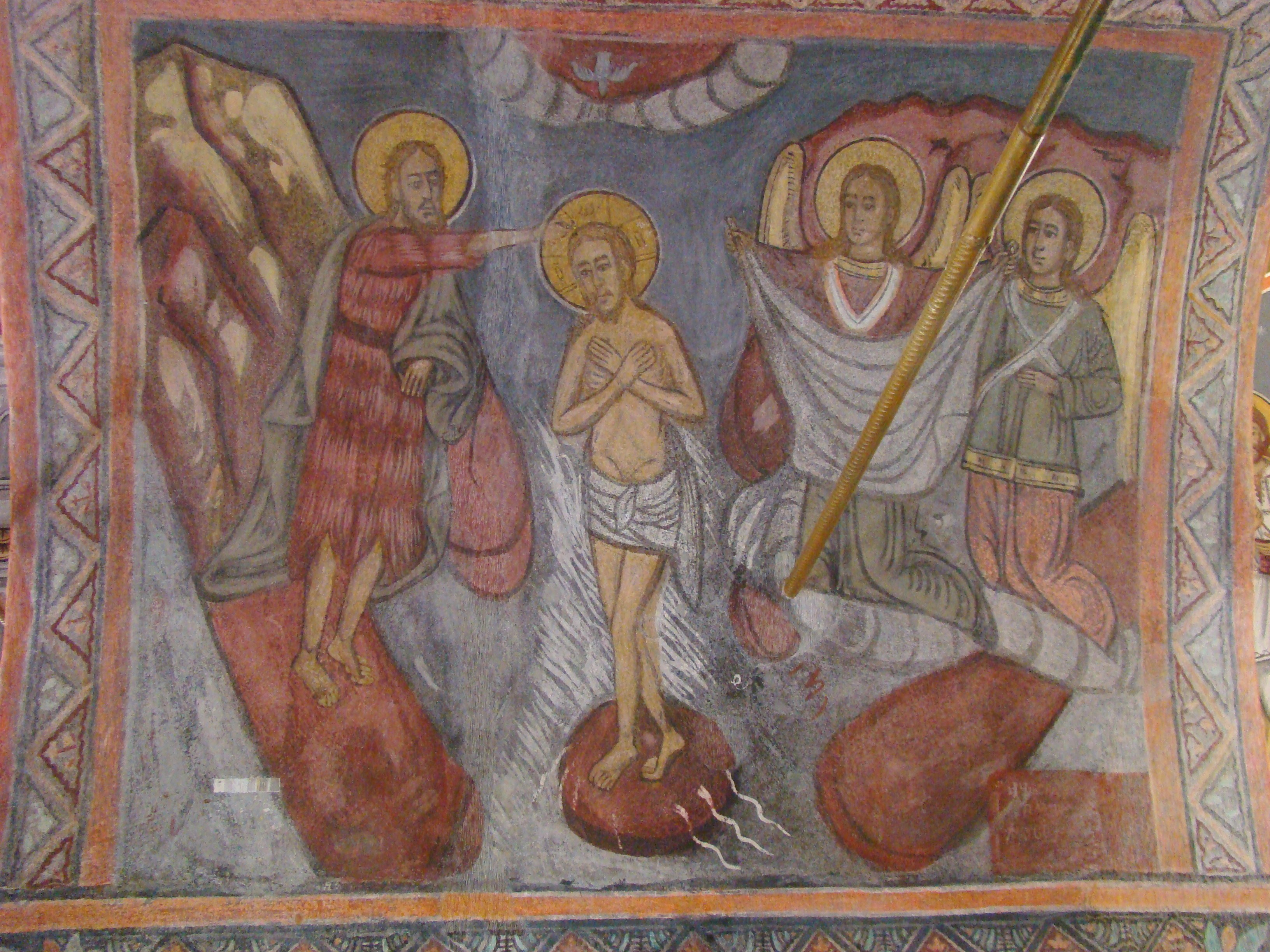
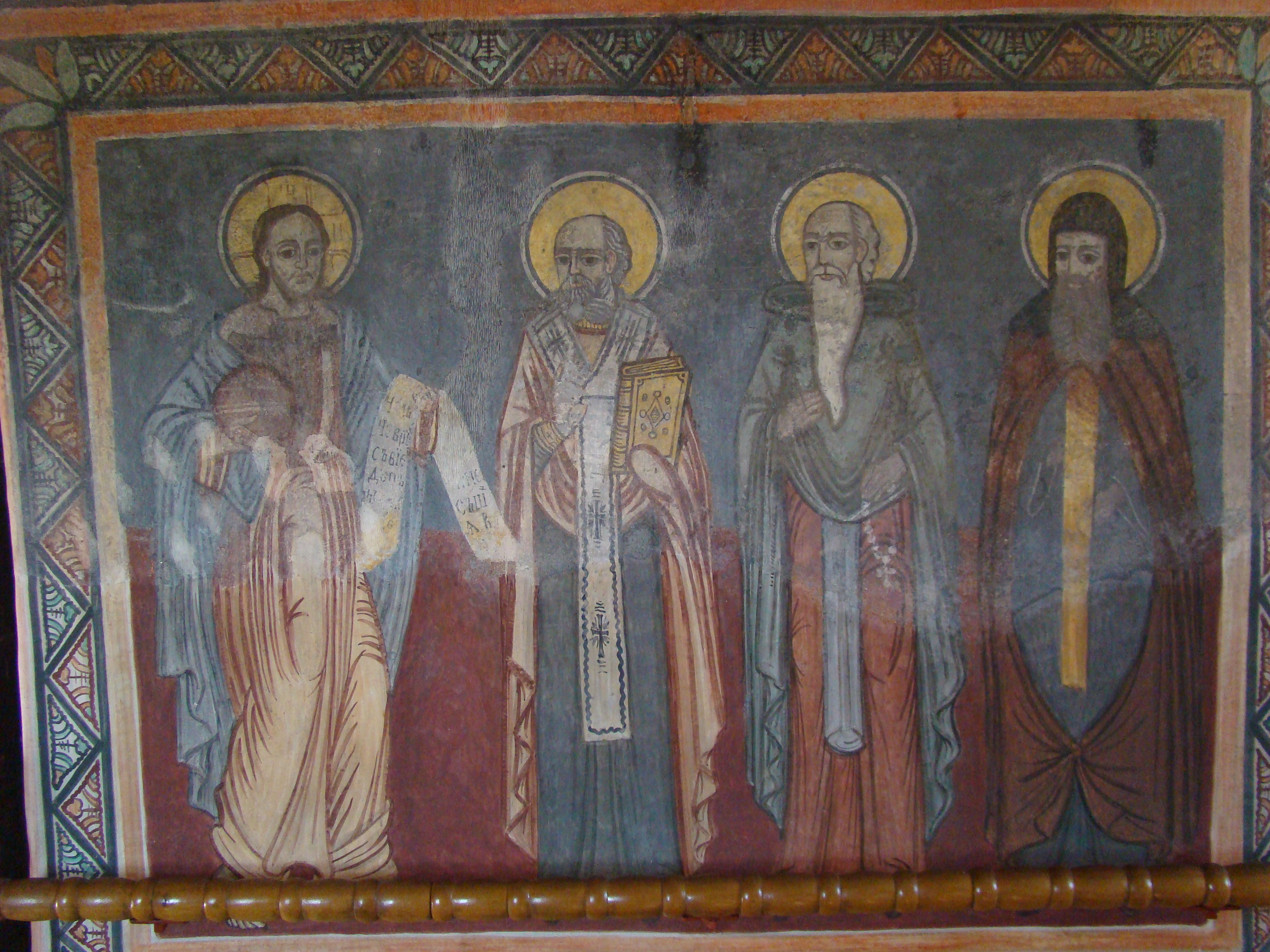
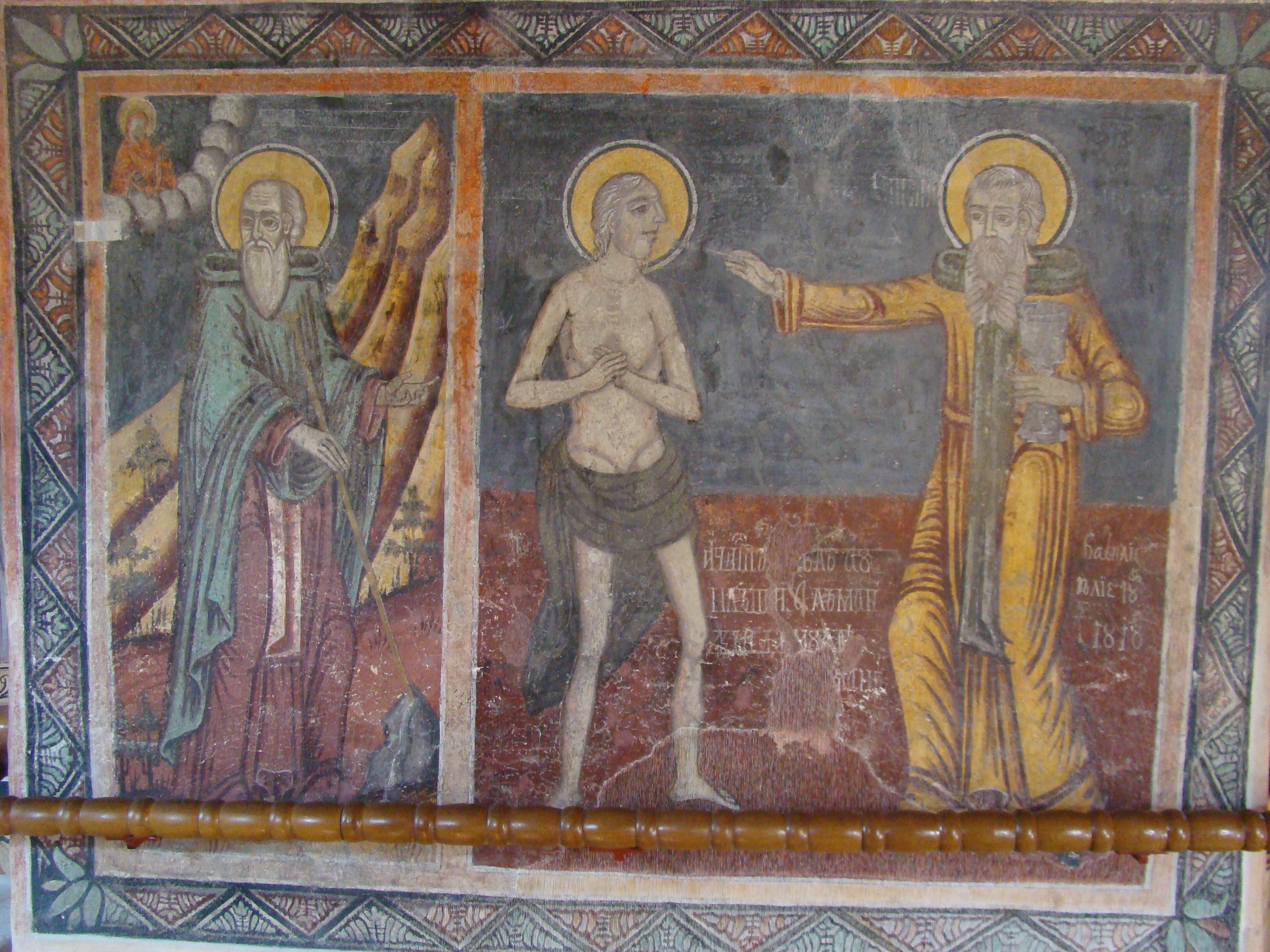
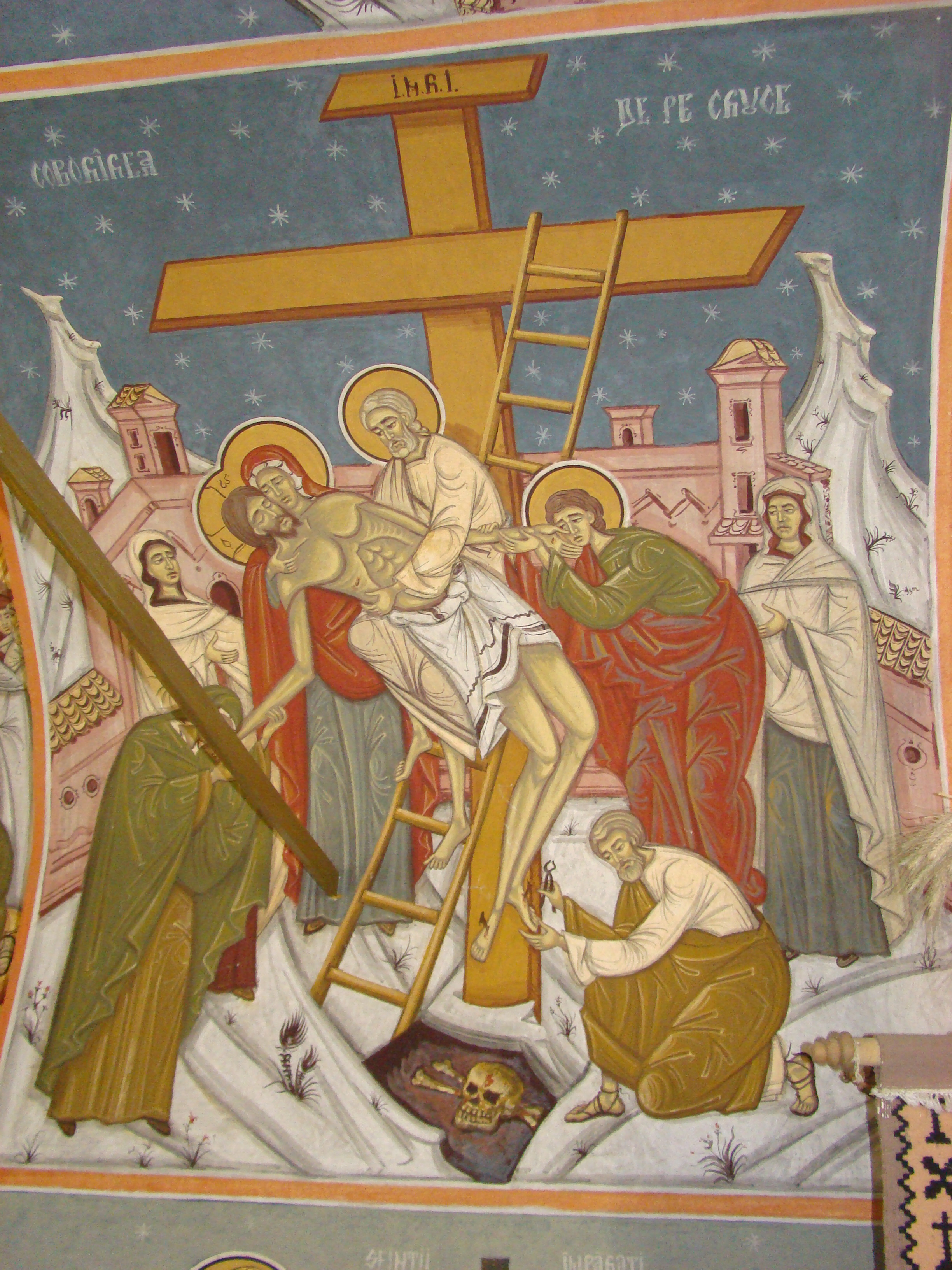
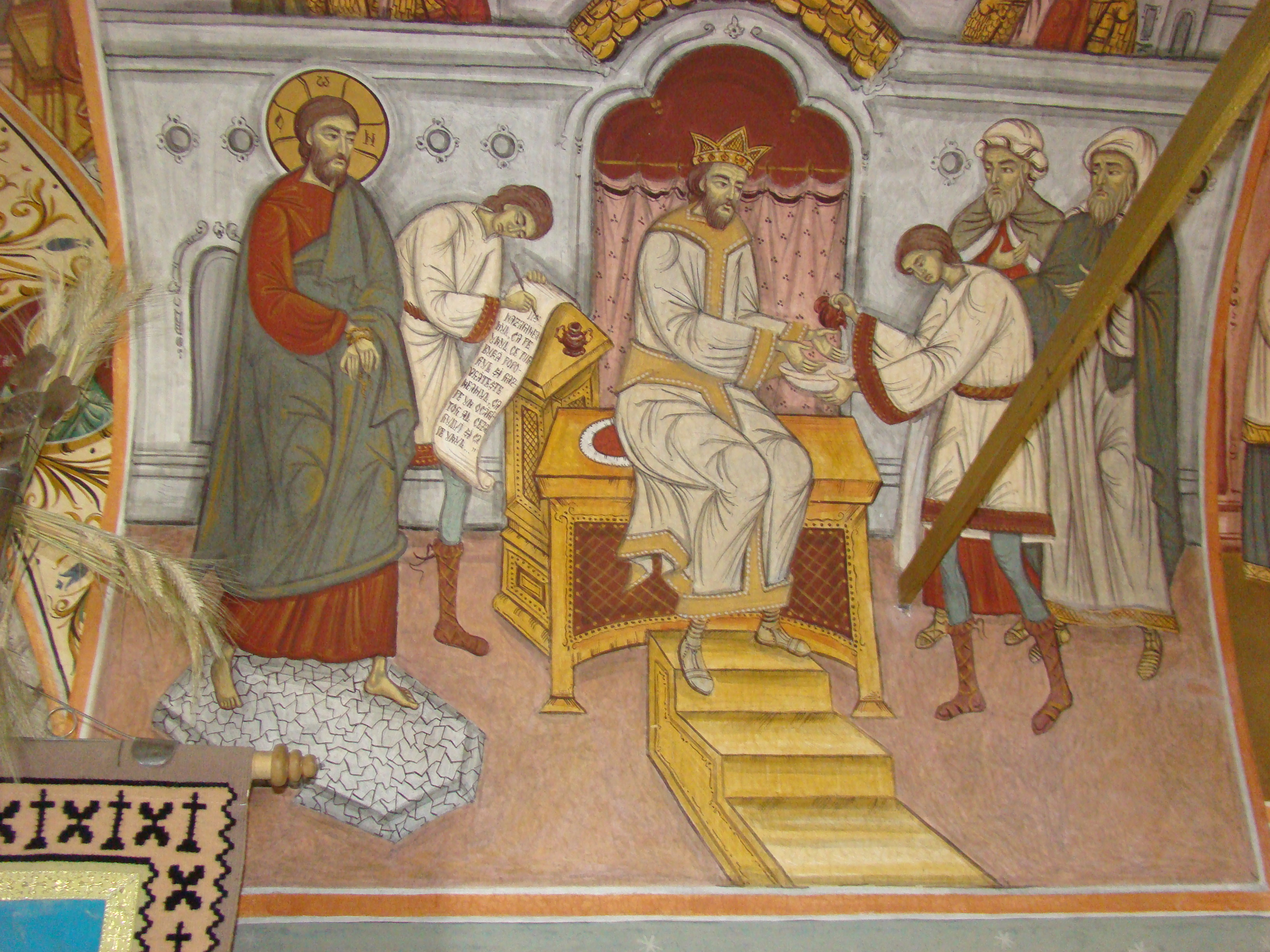
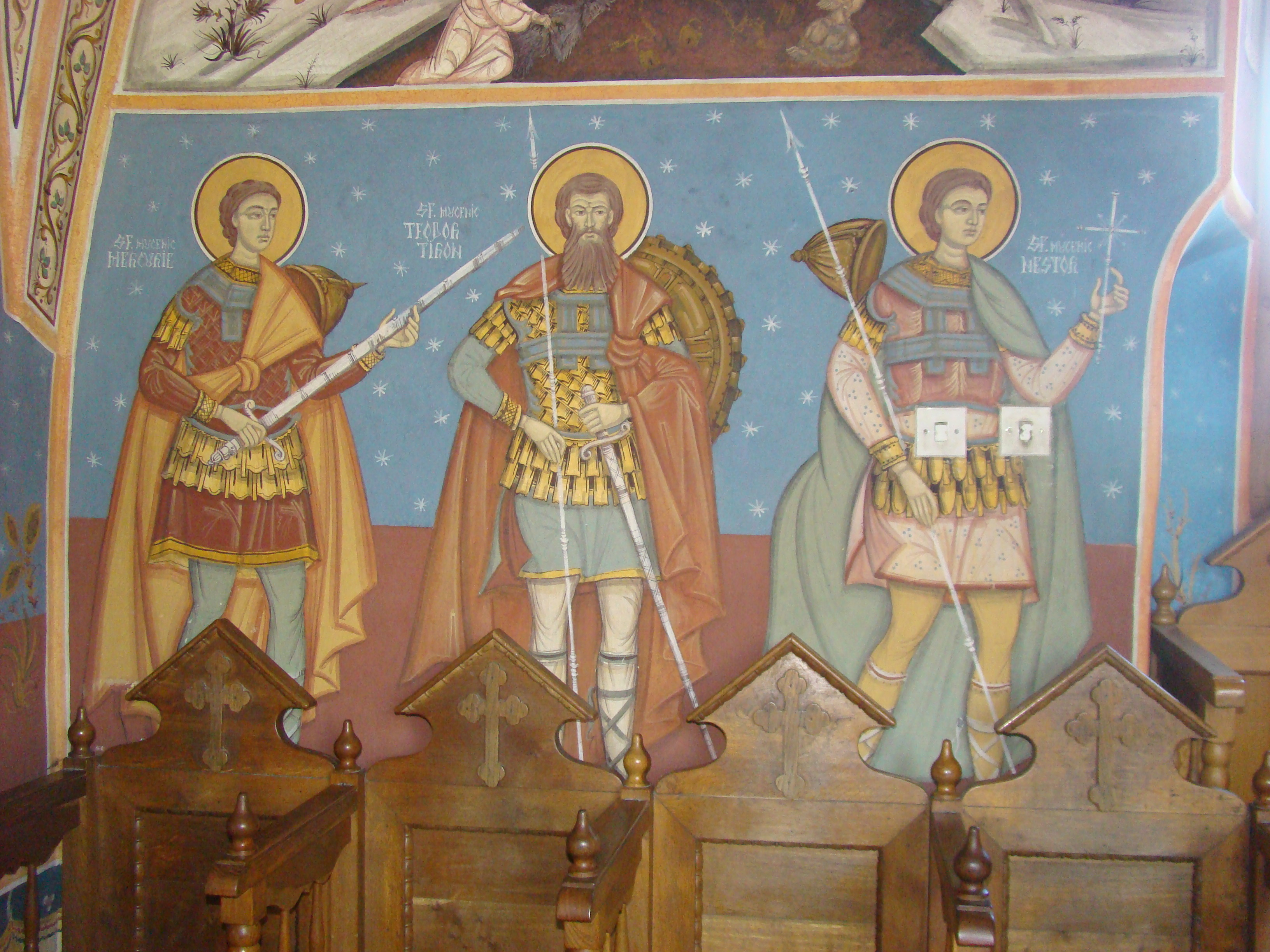
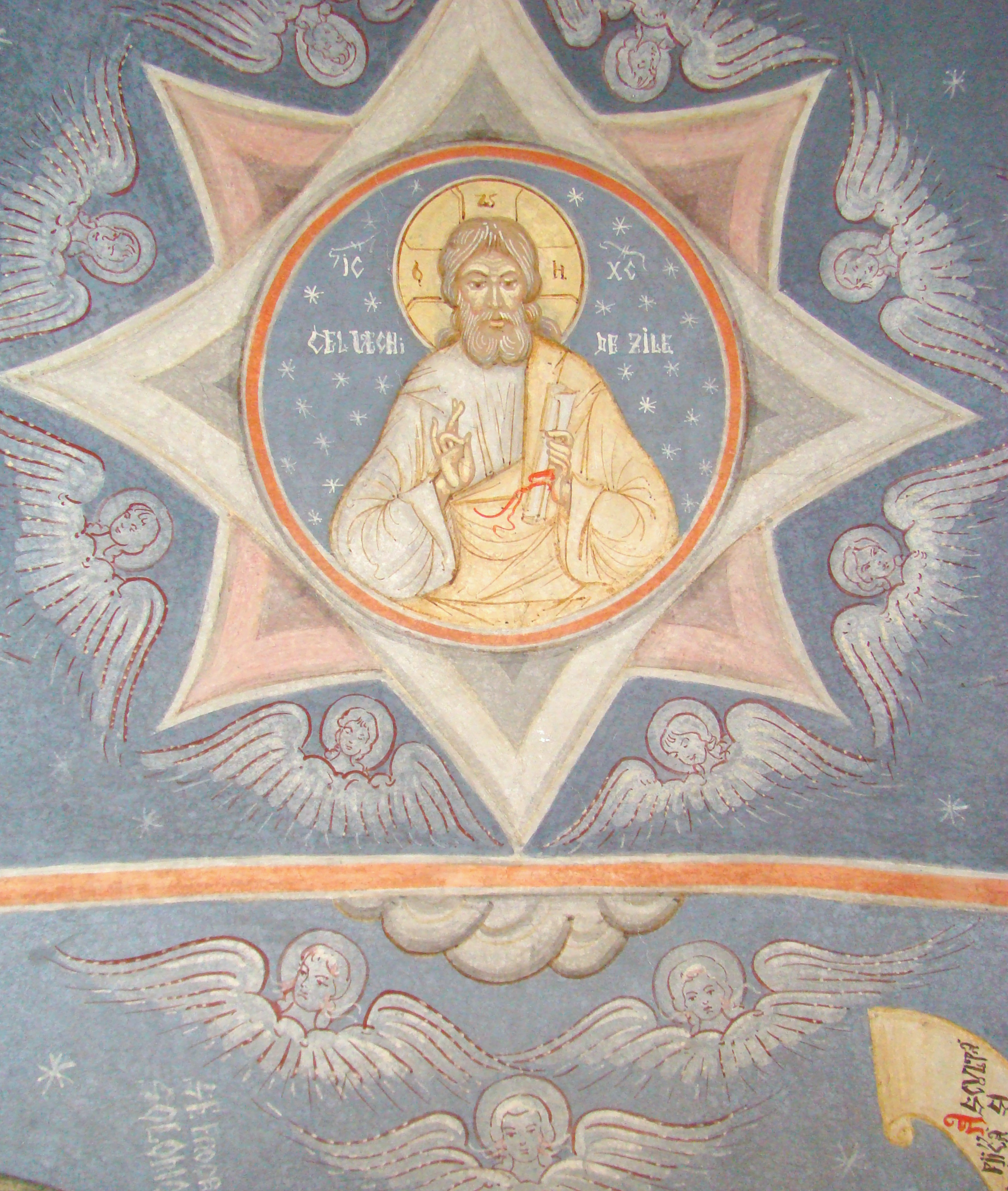
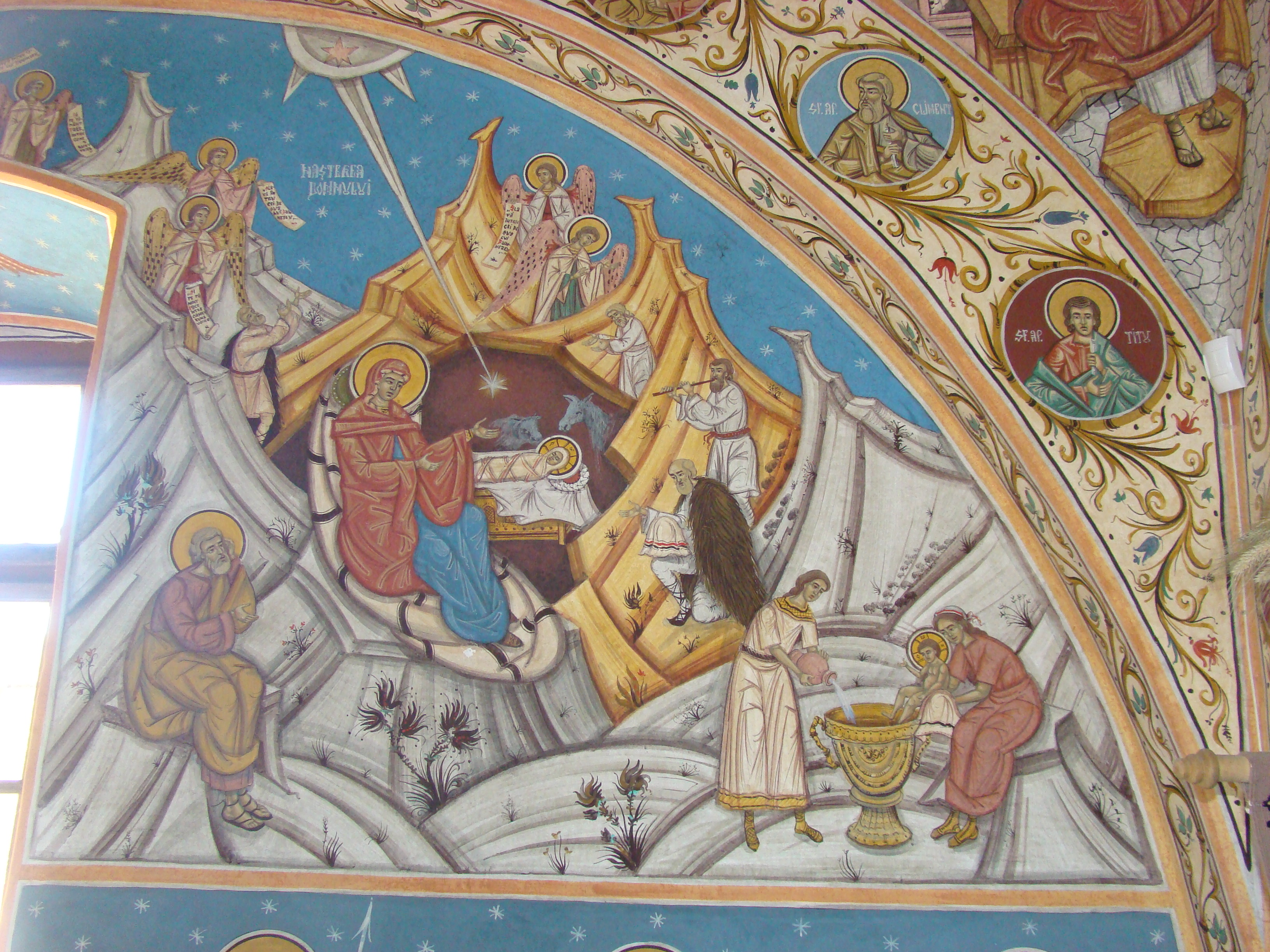
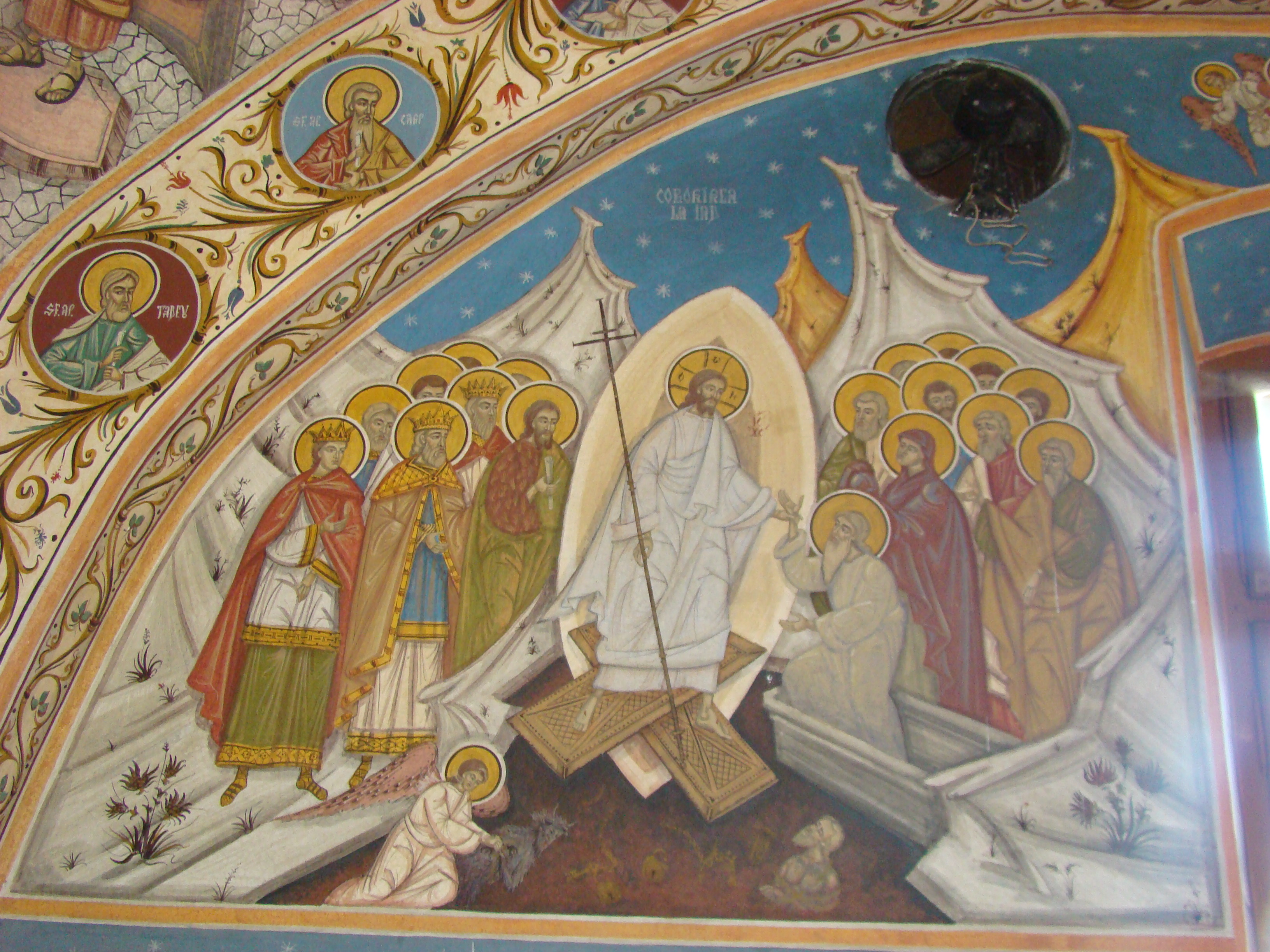
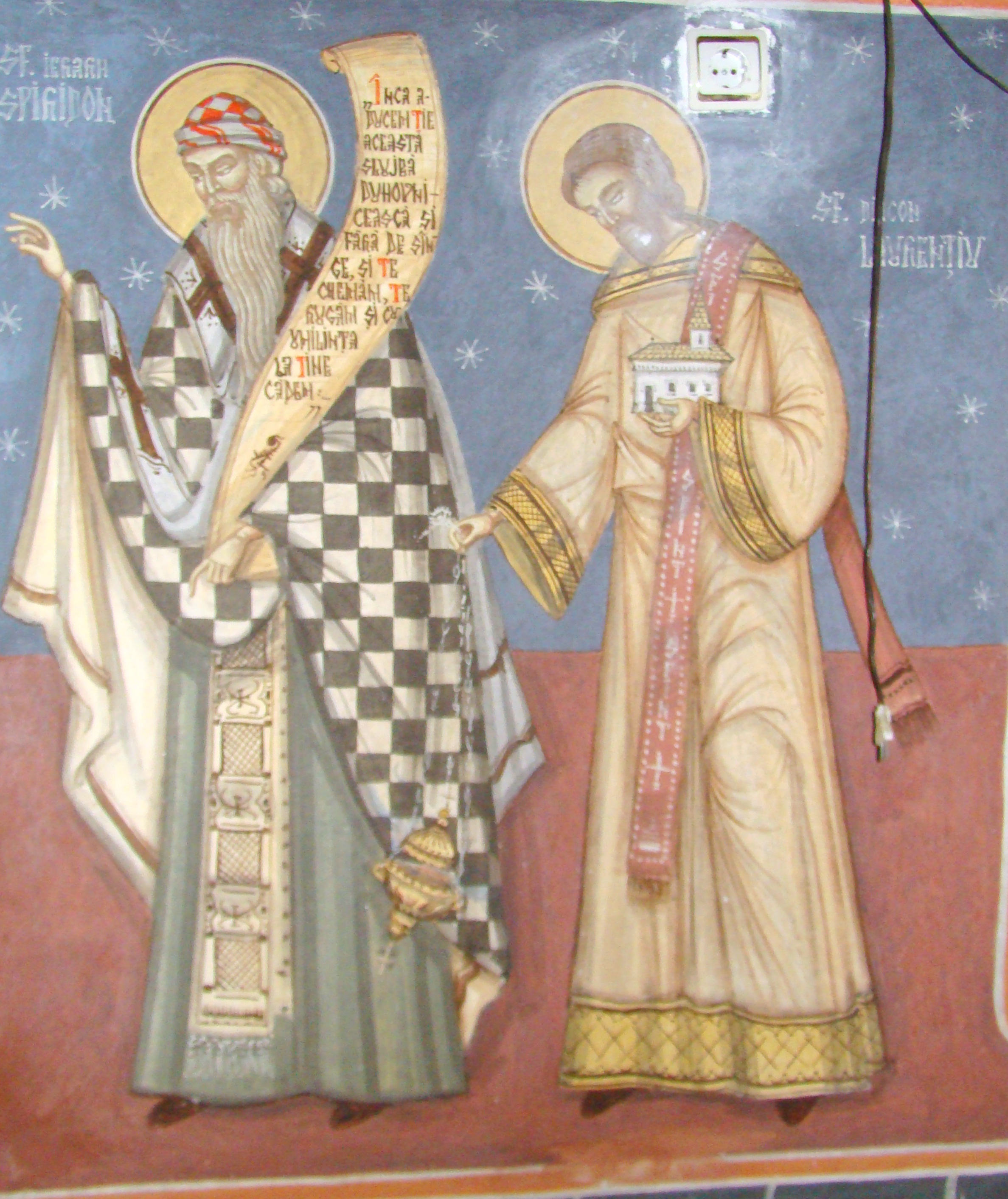
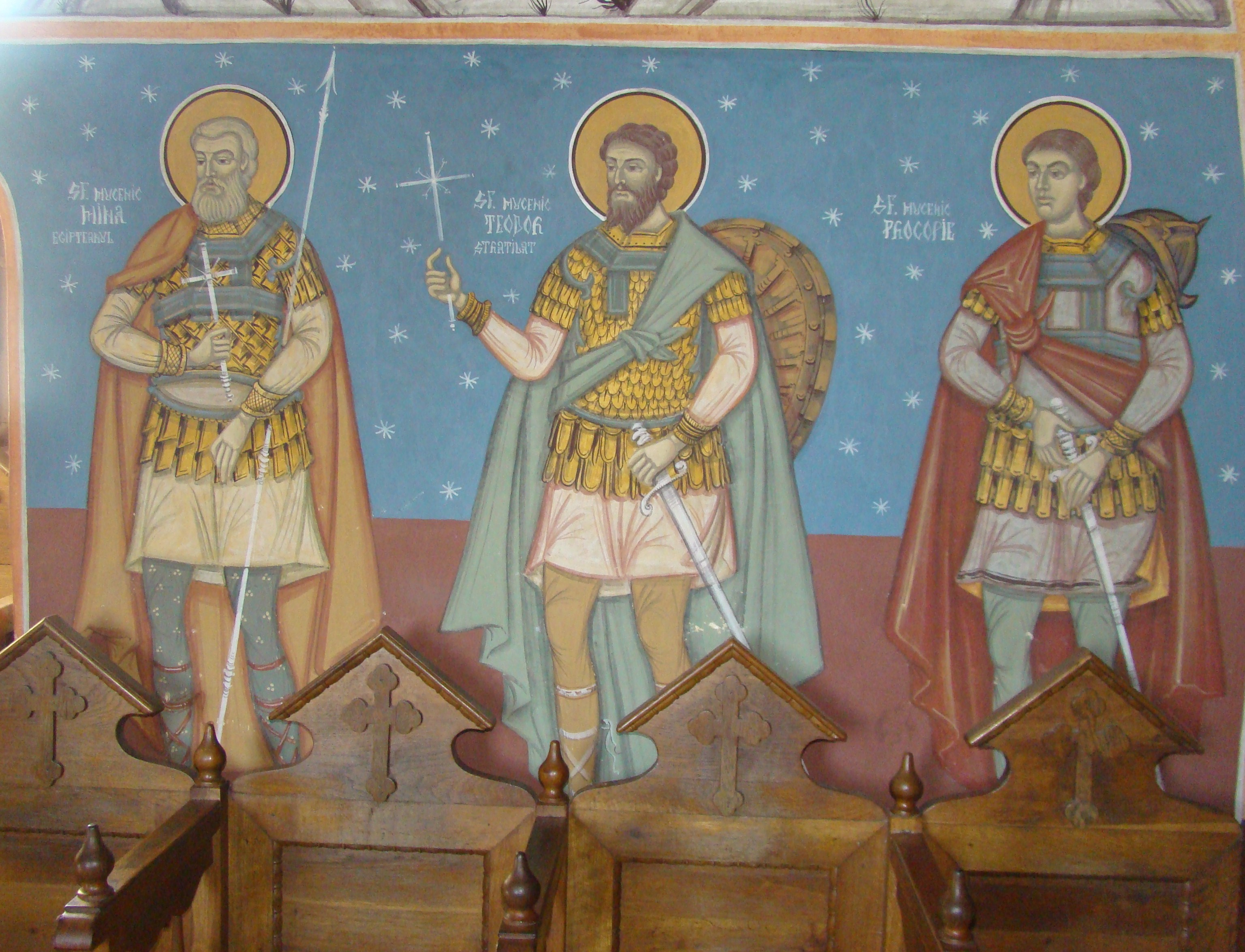
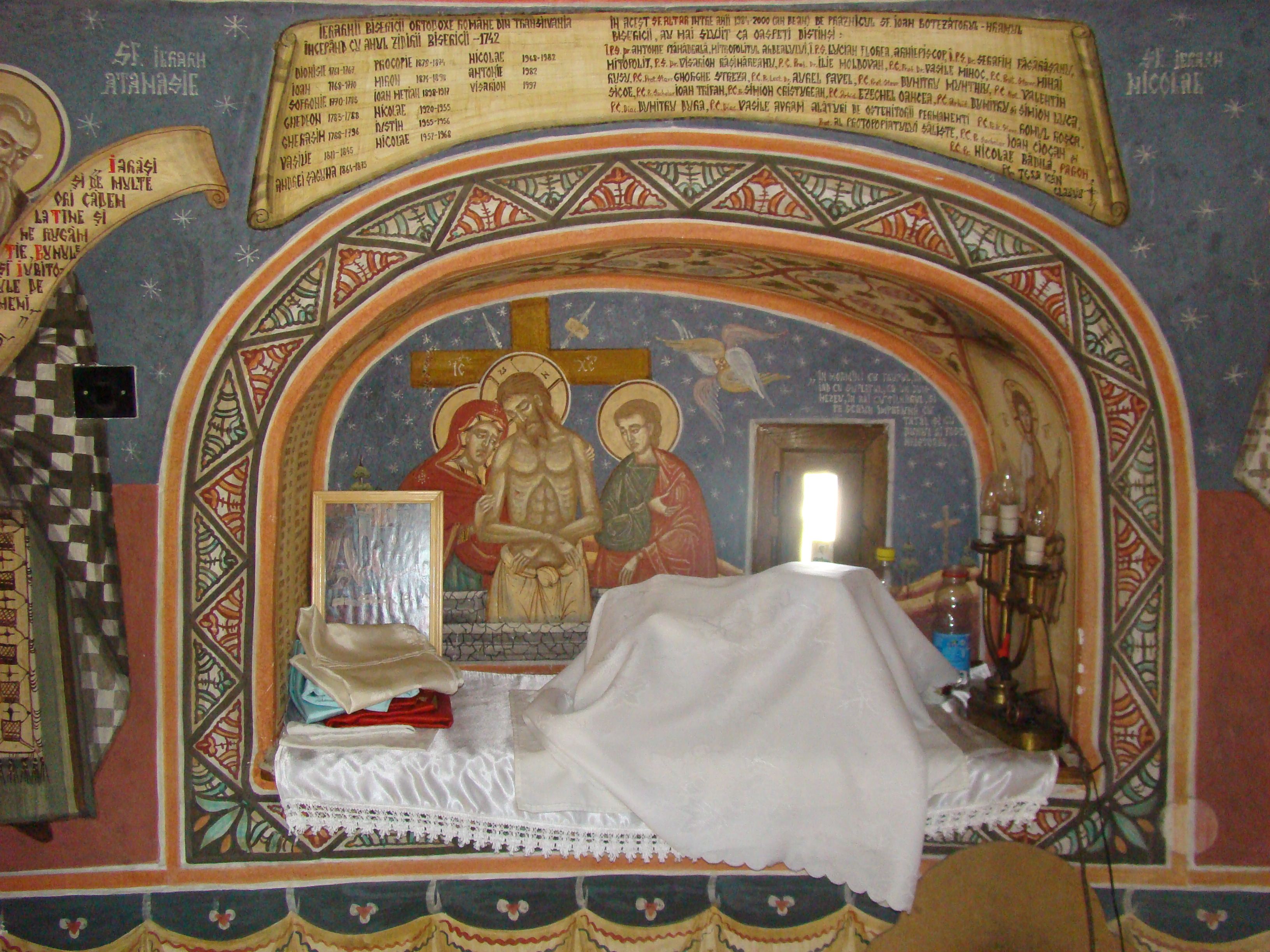
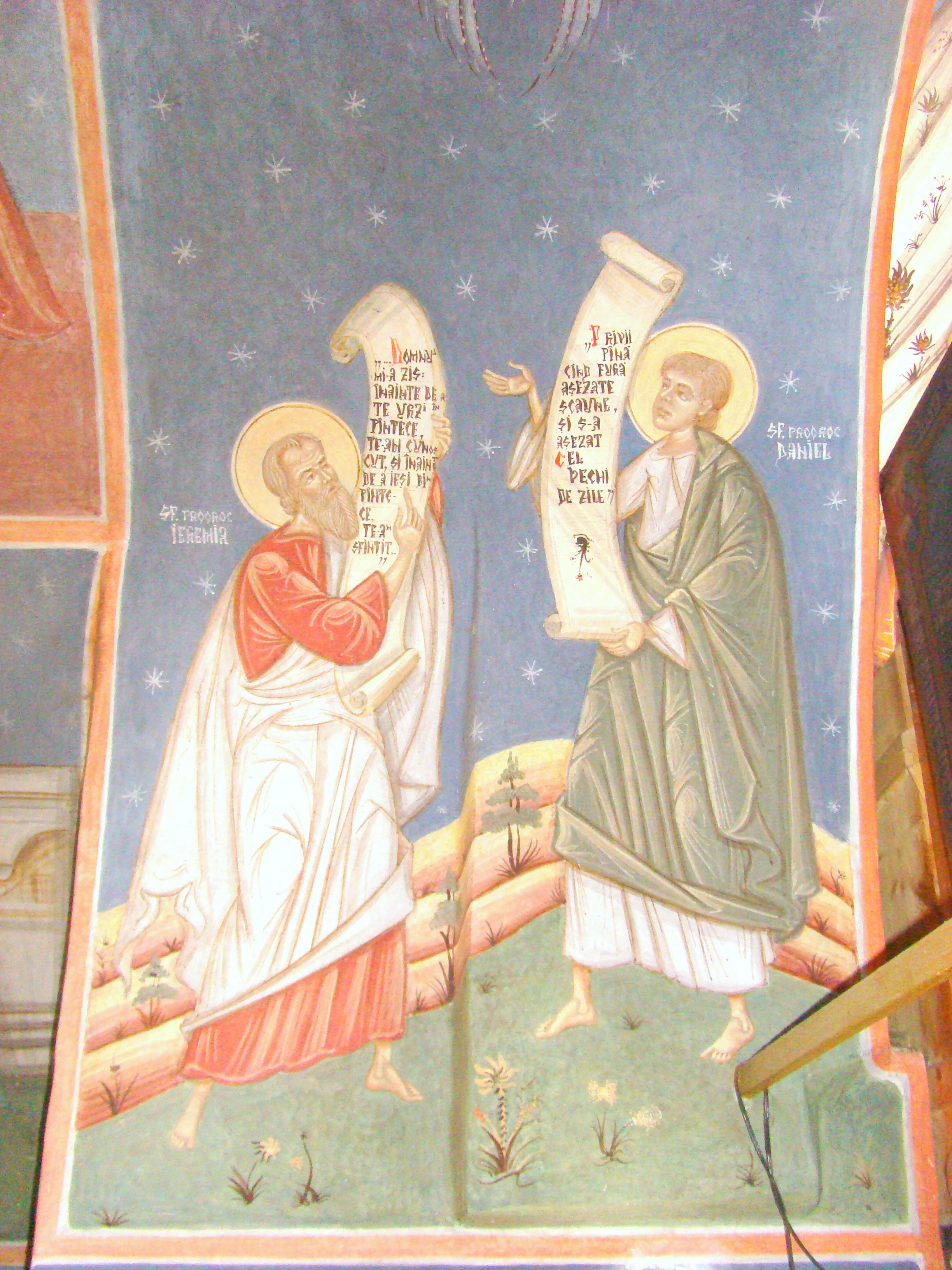
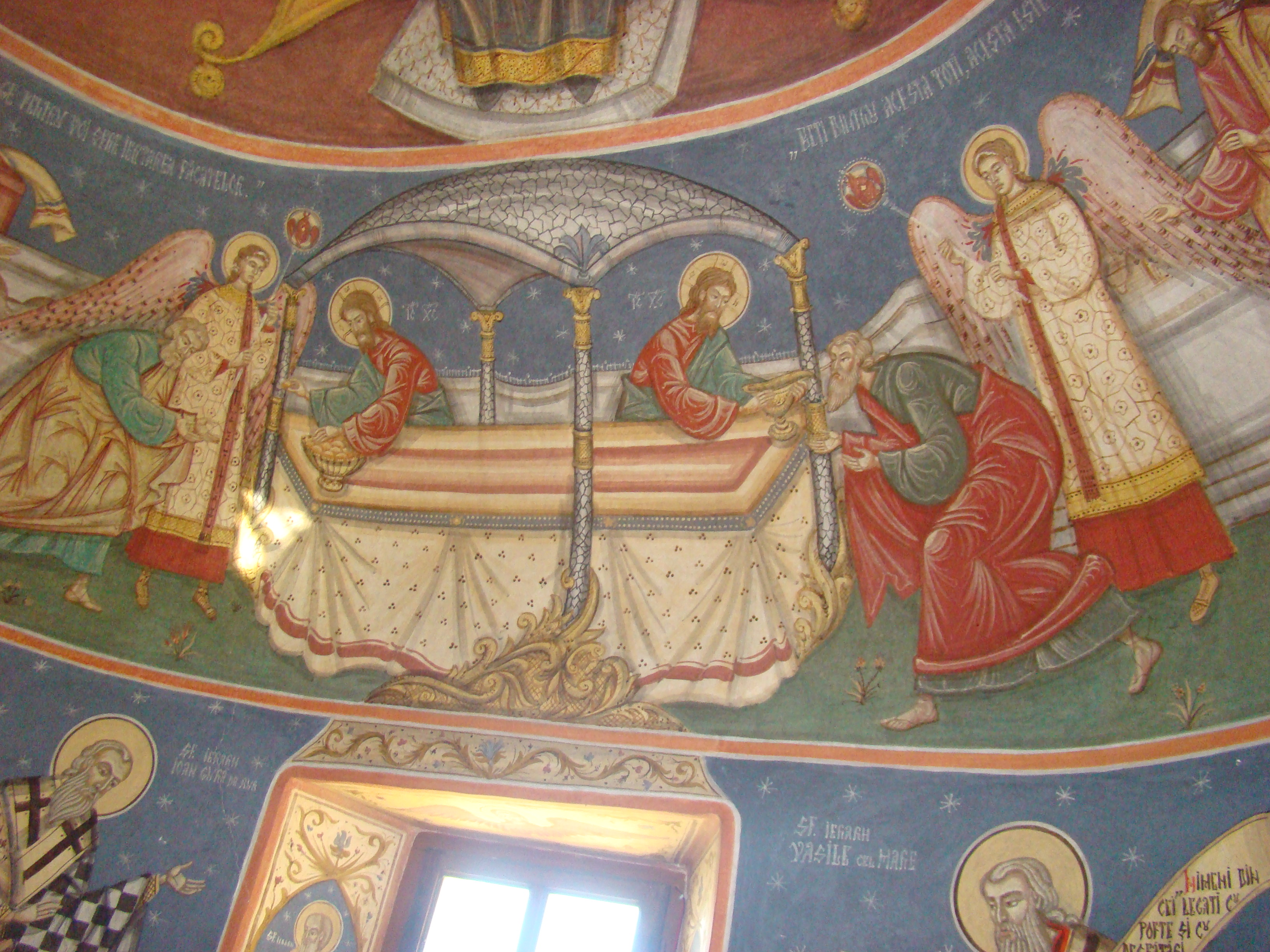
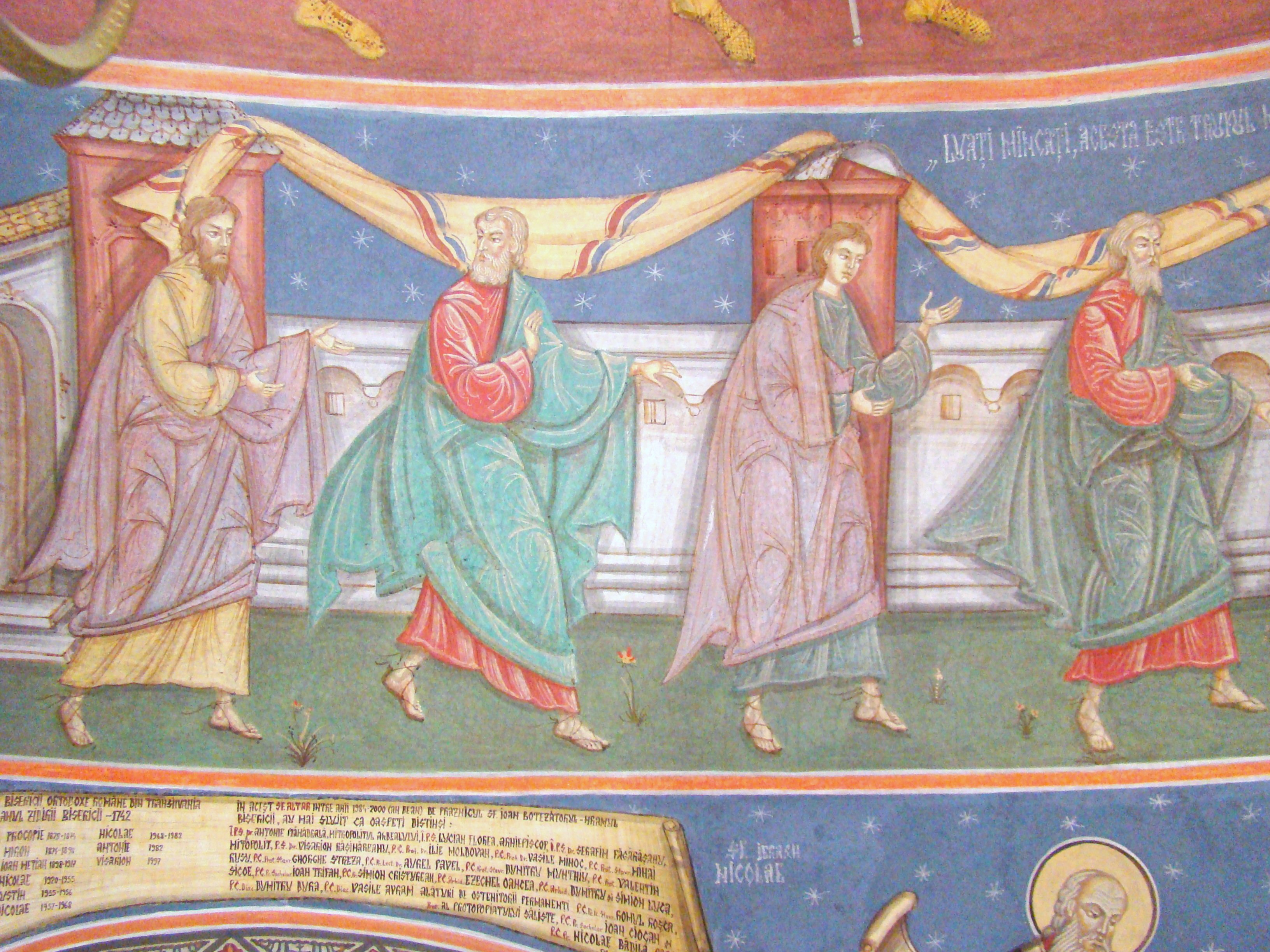
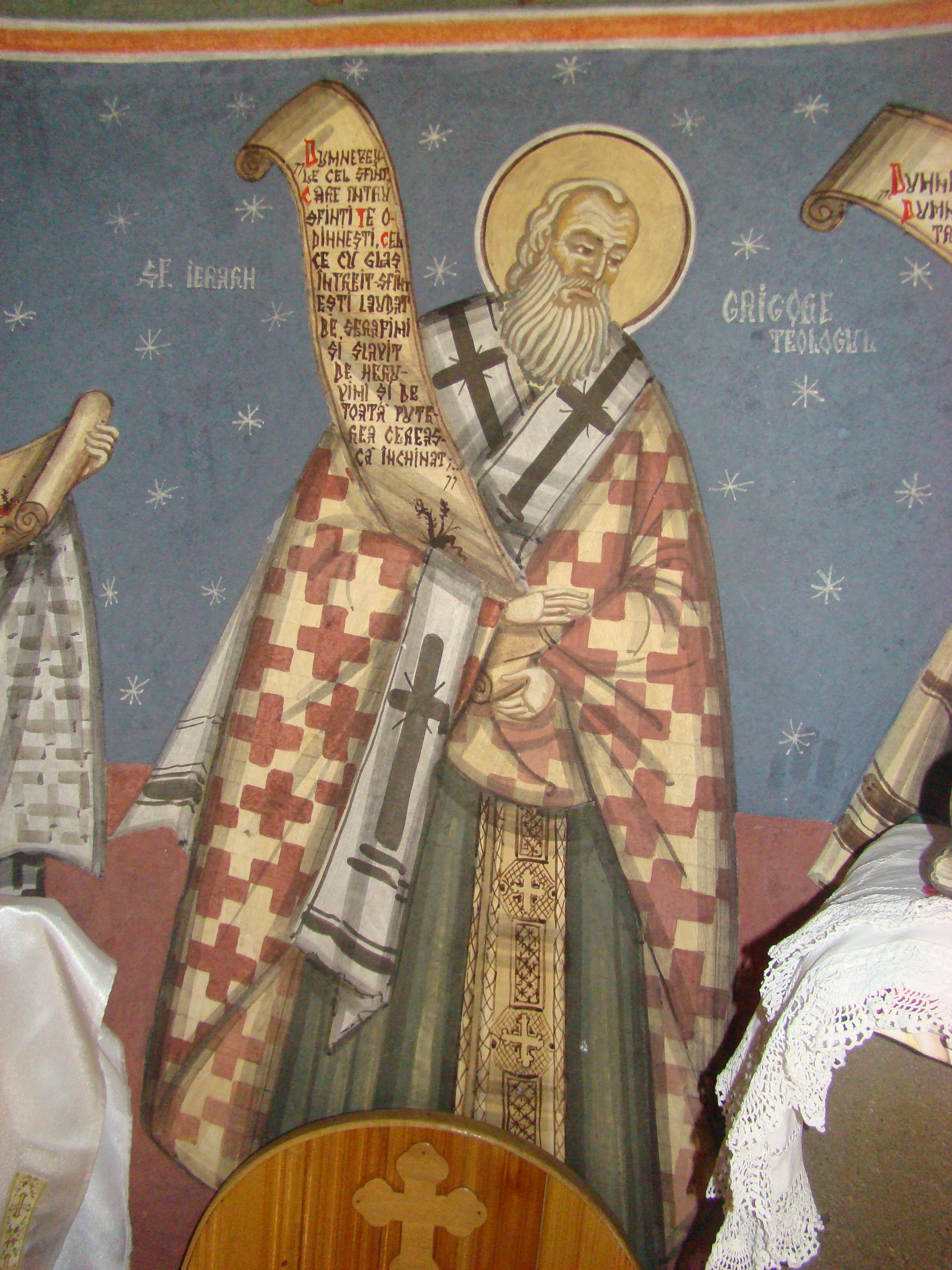
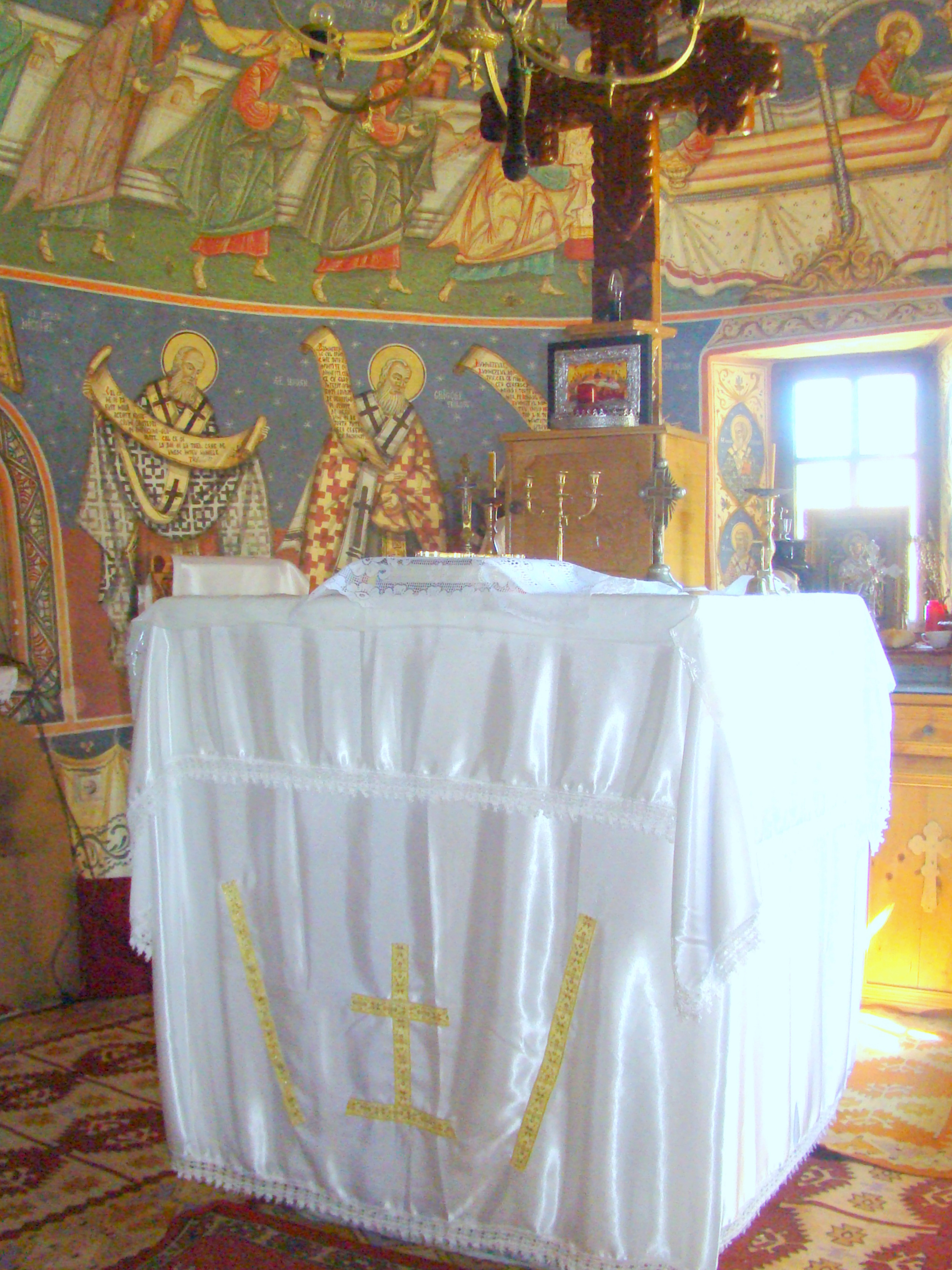
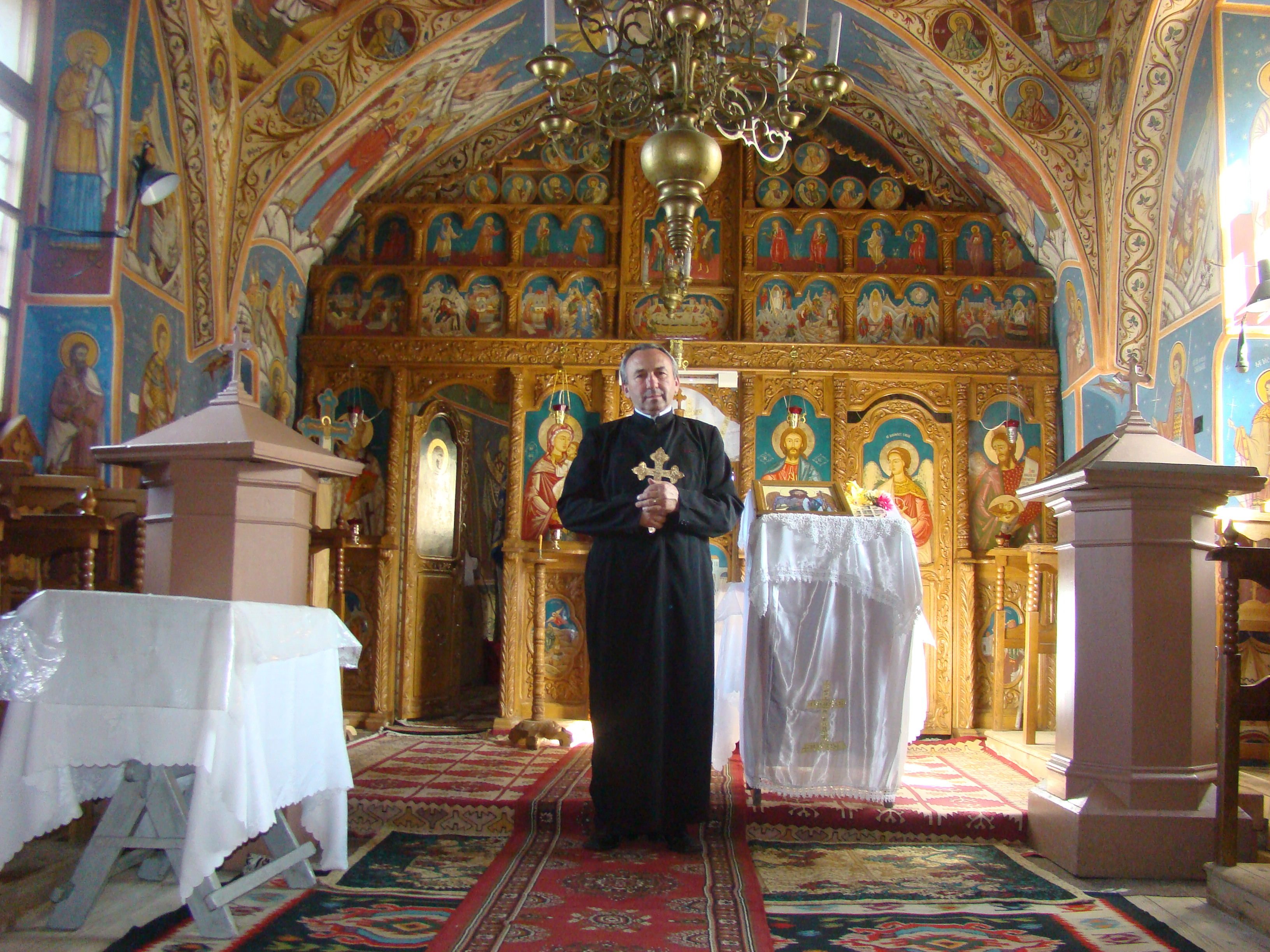

## Exponate din colecția Protopopiatului Ortodox Săliște care au aparținut bisericii din Grui și celei de pe Vale

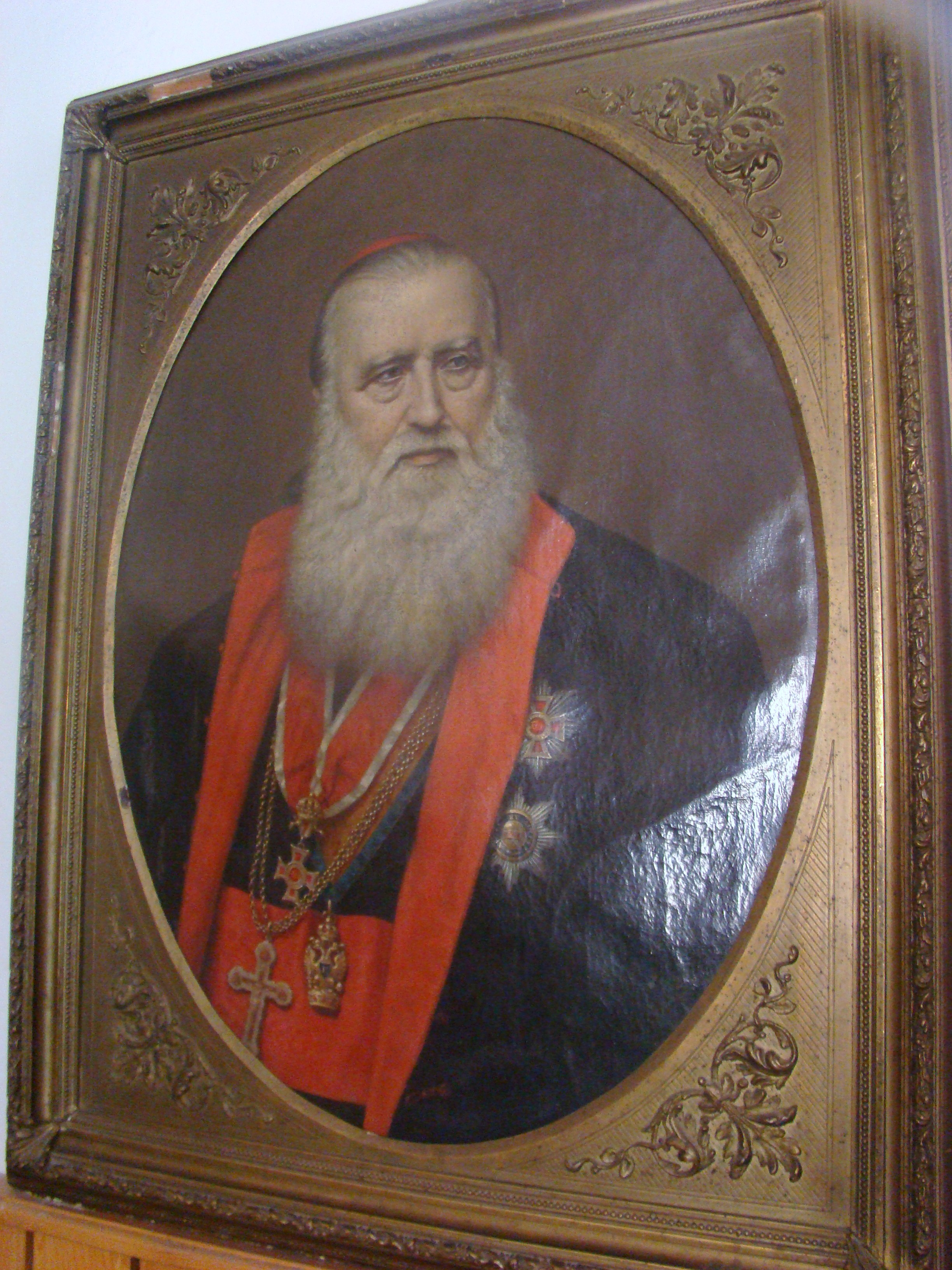